# 2020

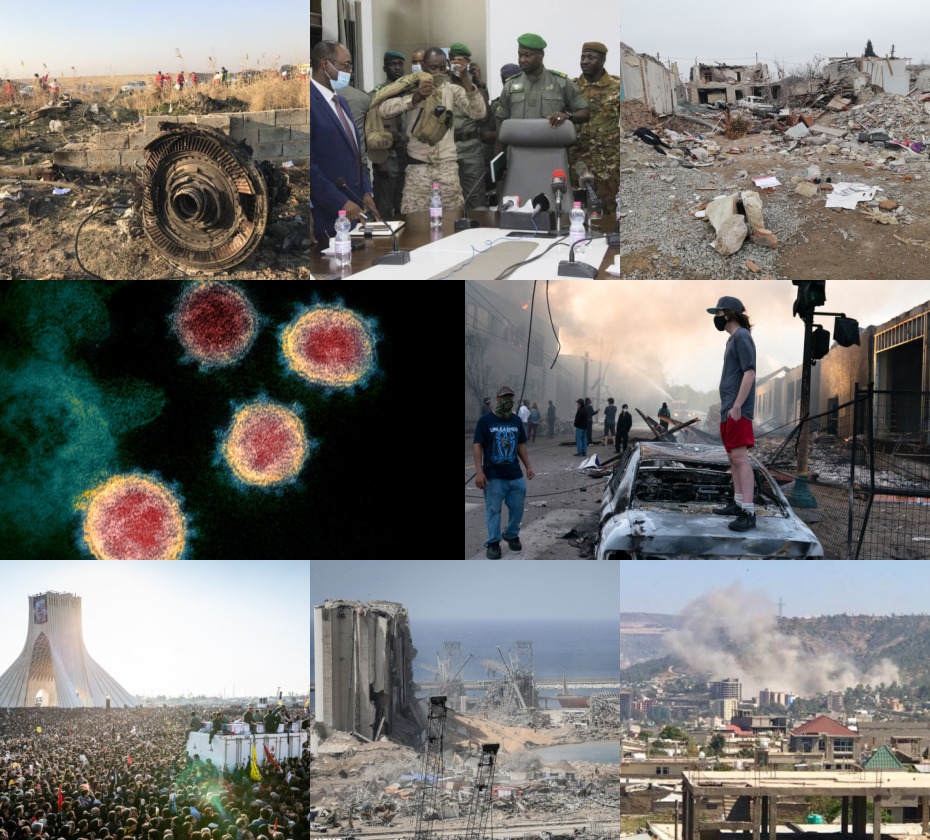
Desde arriba a la izquierda, en el sentido de las agujas del reloj: El Vuelo 752 de Ukraine International Airlines es derribado accidentalmente por un misil iraní, Militares en Malí en una conferencia tras un golpe de Estado, vista de la ciudad de Ganya tras el impacto de misiles durante la Segunda guerra del Alto Karabaj, Protestas tras la muerte de George Floyd en Estados Unidos, Ataque aéreo en Mekele durante la Guerra de Tigray, Explosiones en el puerto de Beirut, Manifestaciones en Irán tras el asesinato de Qasem Soleimani, Imagen del SARS-CoV-2, que daría paso a la pandemia de COVID-19.

2020 (MMXX) fue un año bisiesto comenzado en miércoles en el calendario gregoriano. A su vez, fue el número 2020 anno Dómini o de la designación de era común, el vigésimo año del tercer milenio, el último año de la segunda década del siglo XXI y el primero del decenio de los años 2020.
El año se caracterizó por la pandemia de COVID-19, virus que fue encontrado y designado como una nueva enfermedad en la ciudad china de Wuhan a finales de 2019, se propagó por el resto de China y en otros países del resto del mundo durante 2020 provocando un fuerte impacto socioeconómico. Esta pandemia provocó hasta finales de diciembre más de 150 millones de casos en todo el mundo y la muerte de más de 4,8 millones de personas. También hubo un colapso del mercado de valores mundial, provocada en parte por la pandemia y también por una guerra de precios del petróleo entre Rusia y Arabia Saudita y una decisión del Banco Central Europeo de no bajar las tasas de interés. Geoespatial World también lo calificó como «el peor año en términos de cambio climático» en parte debido a los grandes desastres climáticos en todo el mundo, incluidos los grandes incendios forestales en Australia y el oeste de Estados Unidos, así como la actividad ciclónica tropical extrema que rompió récords con la temporada 2005 que afectó a gran parte de América del Norte.
El año 2020 fue designado como:
- el Año de la Rata, de acuerdo con el horóscopo chino;
- el Año de la Universalización de la Salud, designado en la República del Perú;
- el Año Internacional de la Sanidad Vegetal, de acuerdo con la ONU;[1]
- el Año Internacional de la Enfermera y la Matrona, de acuerdo con la OMS;[2]
- el Año de Leona Vicario, Benemérita Madre de la Patria de acuerdo con el gobierno de México.[3]
- el Año del General Manuel Belgrano, de acuerdo con el Ministerio de Cultura argentino.[4]

## Acontecimientos

### Enero
- 1 de enero: Fallece David Stern, ex-comisionario de la NBA.

- 2 de enero:

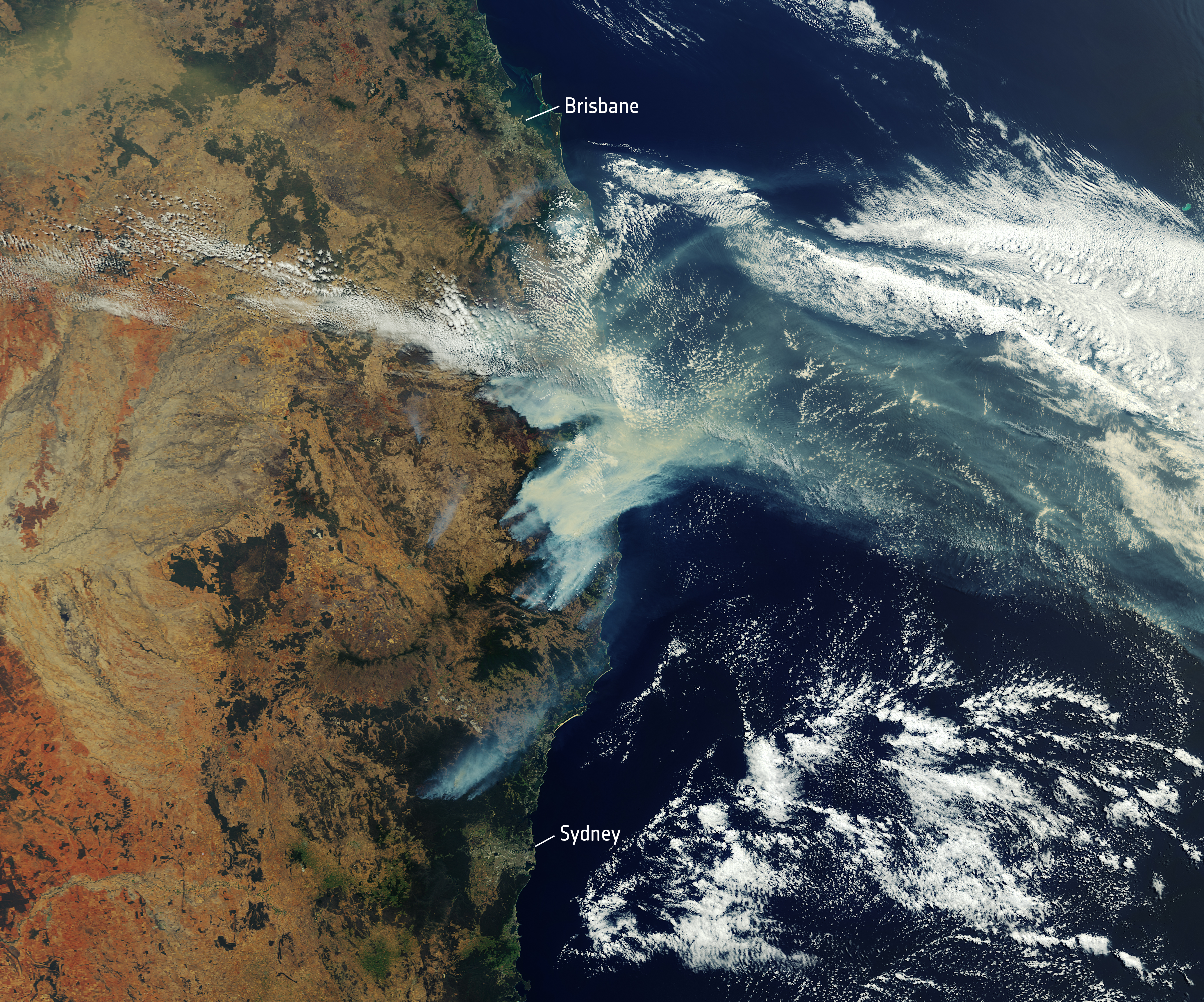
Incendios en Australia a inicios de 2020.

  - Los incendios forestales australianos de 2019, o "Verano negro", que han matado hasta 500 millones de animales hasta ahora, continúan en el nuevo año cuando la Royal Australian Navy (RAN) y la Royal Australian Air Force (RAAF) se despliegan en Nueva Gales del Sur para ayudar en los esfuerzos de evacuación masiva.[5][6]
  - Venezuela realiza el apagón analógico.[7]
  - Se efectúa el fin del Acuerdo de Cotonú.
  - En la Ciudad de México, entra en vigor la prohibición de bolsas de plásticos de un solo uso, luego de aprobarse en el Congreso de la Unión dicha demarcación, en mayo de 2019.[8]
  - La especie de pez Psephurus gladius se declara extinta.[9]
- 3 de enero:
  - Fallece el ex-piloto japonés Yoshikazu Sunako.

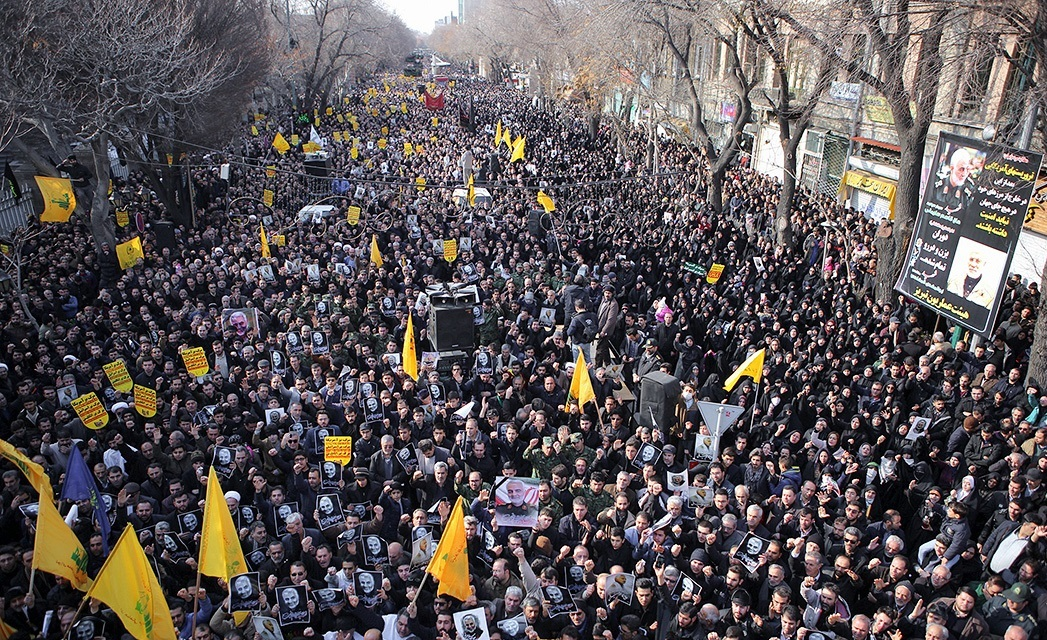
Manifestaciones en Irán por la muerte de Qasem Soleimani.

- - Un ataque con aviones no tripulados de Estados Unidos en el aeropuerto internacional de Bagdad mata a diez personas, incluido el objetivo previsto, el general iraní Qasem Soleimani, y el líder de las Fuerzas de Movilización Popular, Abu Mahdi al-Muhandis.
  - En la Ciudad de México, se activa la alerta sísmica derivado de un error de pruebas de audio, dejando únicamente crisis nerviosa. Se trata de la primera vez desde 2018 y fuera de un simulacro que se activa y la tercera vez de manera errónea.[10]
- 4 de enero: en México, se registra un terremoto de 6,0 con epicentro en Chiapas, dejando únicamente daños menores en los lugares donde se sintió con mayor fuerza.[11]
- 5 de enero:
  - El presidente Recep Tayyip Erdogan anuncia el despliegue de tropas turcas en Libia en nombre del Gobierno de Acuerdo Nacional respaldado por las Naciones Unidas.[12]
  - En Caracas, la Asamblea Nacional de Venezuela reelige a Juan Guaidó como presidente encargado con reconocimiento parcial, en medio de una crisis política en Venezuela.
  - En Croacia se celebran elecciones presidenciales (segunda vuelta).
  - La OMS alerta al mundo del surgimiento de un nuevo coronavirus en la ciudad china de Wuhan lugar donde se designó el nombre de la nueva enfermedad desde diciembre de 2019.
- 6 de enero: ocurre un accidente automovilístico en el distrito de Yauca (Arequipa), en el sur del Perú, con el resultado de 16 muertos y 48 heridos.[13]
- 7 de enero:
  - Pedro Sánchez Pérez-Castejón es investido presidente de España, conformándose el primer gobierno de coalición desde la Segunda República.[14]
  - Un terremoto de 6,4 sacude Puerto Rico, dejando un saldo de 4 muertos, varios heridos y daños en edificios. Se trata del terremoto más fuerte de la isla en más de 100 años.[15]
  - En Kermán, Irán, una estampida humana durante el funeral de Qasem Soleimani deja a más de 50 fallecidos.[16]
- 8 de enero:
  - La Guardia Revolucionaria Islámica ataca simultáneamente, con decenas de misiles, las bases aéreas de Al Asad y Erbil, las cuales son operadas por Estados Unidos e Irák.[17][18][19]
  - En Teherán, Irán, el vuelo 752 de Ukraine International Airlines es derribado de manera errónea,después de despegar del Aeropuerto Internacional Imán Jomeini de Teherán,  dejando un saldo de 176 personas muertas.[20][21]
- 9 de enero: La OMS informa que la enfermedad en Wuhan, China es causada por un nuevo tipo de Coronavirus.
- 11 de enero:
  - Se celebran elecciones generales en la República de China (Taiwán).
  - Muere el primer paciente por un nuevo virus de la familia del SARS en Wuhan, China (se le nombró como SARS-CoV-2). La primera muerte a causa del virus ocurrió en un hombre de 61 años quien era un cliente regular del mercado de Wuhan. Él presentó varios padecimientos significativos, incluyendo enfermedad de hígado crónico, y murió por fallo cardíaco y neumonía.[22][23][24][25]
- 13 de enero: El CDC anunció que el genoma del virus se publicó en la base de datos GenBank.[26] El mismo día, Tailandia presenció el primer caso de la entonces llamada infección por 2019-nCoV, fuera de China.[27] La afectada fue una mujer china de 61 años residente de Wuhan que no había visitado el Mercado de Mariscos, pero sí otros mercados, y que llegó a Bangkok el 8 de enero de 2020.[28]
- 14 de enero:
  - Alejandro Giammattei asume como Presidente de Guatemala.
  - Finaliza el soporte extendido de los sistemas operativos Windows 7, Windows Server 2008 y Windows Server 2008 R2 de la compañía Microsoft[29]
- 15 de enero:
  - Se lanza Microsoft Edge basado en Chromium Por parte de Microsoft.
- 16 de enero:
  - En la Ciudad de México, reabren el tramo Estadio Azteca-Tasqueña del Tren Ligero, esto luego de que permaneciera cerrado por más de 6 meses como parte de la rehabilitación mayor que se le esta dando, en abril continuará esta rehabilitación.[30]
  - Un terremoto de 5,3 sacude el sur de México, dejando daños en 8 municipios del estado de Oaxaca sin dejar víctimas que lamentar.[31]
- 17 de enero: el gobierno de Guatemala de Alejandro Giammattei rompe relaciones con Nicolás Maduro.
- 18 de enero: en Villa Gesell, Provincia de Buenos Aires, Argentina es asesinado Fernando Báez Sosa.
- 19 de enero: Un terremoto de 6,4 en China deja 1 muerto y dos heridos.
- 20 de enero:
  - En México se realiza el primero de los 3 Macrosimulacros nacionales que se tenían previstos para 2020. Es la primera vez que se realiza en una fecha distinta al 19 de septiembre. El próximo simulacro sería en mayo; sin embargo, este sería cancelado debido a la pandemia de Covid-19.[32][33]
  - Al menos 116 soldados y civiles mueren por bombardeos de los misiles balísticos y aviones no tripulados durante un ataque aparentemente dirigido por los hutíes en la mezquita de un campo militar en la ciudad de Yemen en Marib.[34]
  - Se produce la salida del Príncipe Enrique de Sussex y de Meghan Markle de la Familia Real Británica, renunciando a sus títulos y deberes reales dentro de la monarquía.
  - En Colombia Inicia transmisiones el canal de fútbol en modalidad premium Win Sports+.
- 21 de enero:
  - Se reinician las protestas del Paro Nacional en Colombia.
  - Se confirma el primer caso de Coronavirus de Wuhan en Estados Unidos.
- 23 de enero: una explosión se produce por la fuga de gas de un camión cisterna en la zona sur de Lima al pasar por un desnivel, dejando 30 muertos y más de 47 heridos.[35]
- 24 de enero:
  - Se confirma el primer caso de curación del Coronavirus de Wuhan en Shanghái.[36]
  - En Turquía un terremoto de 6,7 deja al menos 41 muertos.[37]
  - En Belo Horizonte, en el estado de Minas Gerais, en el sudeste de Brasil, registraron precipitaciones desde el inicio de los registros en 1910 - 171.8 milímetros de lluvia en 24 horas - crearon inundaciones que causaron al menos 50 muertos, 65 heridos, 2 desaparecidos, la evacuación de 30,000 personas y el estado de emergencia en cien ciudades.[38]
- 26 de enero:
  - Se celebran elecciones parlamentarias en el Perú tras el cierre del congreso el 30 de septiembre de 2019, por el presidente Martín Vizcarra.

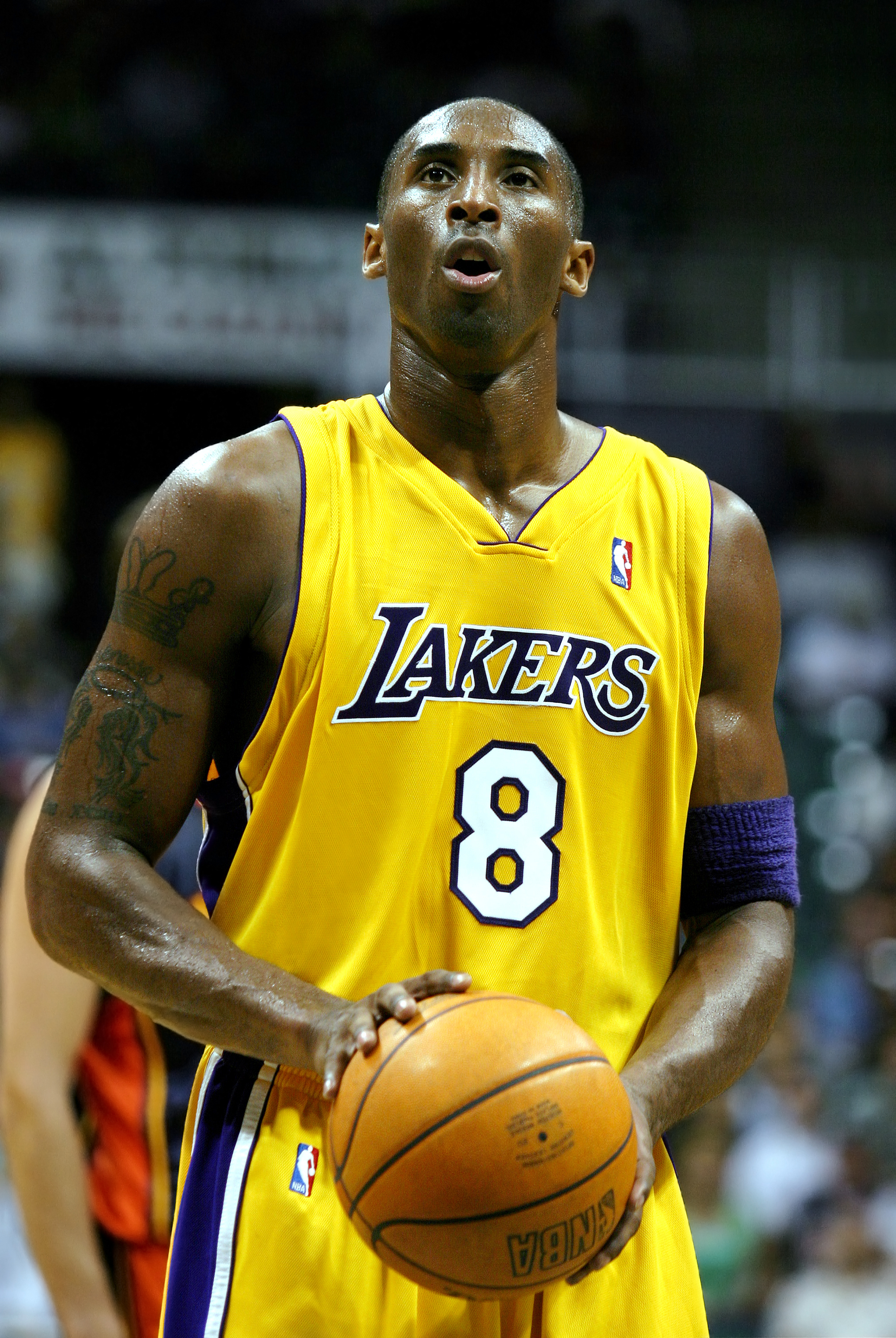
Muere Kobe Bryant

- - Fallece el exbasquetbolista Kobe Bryant, quien jugó para Los Angeles Lakers 20 temporadas desde 1996 a 2016, fue campeón con el equipo 5 veces de las cuales ganó 2 premios MVP de las finales.[39]
- 27 de enero: es capturada la excongresista colombiana Aída Merlano en Maracaibo, Venezuela.
- 28 de enero:
  - Entre Jamaica y Cuba se registra un terremoto de 7,7, sintiéndose con menor fuerza en los estados de Quintana Roo, México y Florida, Estados Unidos. No hay reportes preliminares de heridos ni víctimas.[40]
  - En el Perú, la Sala Penal Nacional impone mandato de 15 meses de prisión preventiva contra la excandidata presidencial Keiko Fujimori, investigada por presunto lavado de activos y otros delitos.[41]
- 31 de enero:
  - La Organización Mundial de la Salud (OMS) declara el brote de la enfermedad de coronavirus como emergencia de salud pública de importancia internacional, la sexta vez que se invoca esta medida desde 2009.[42]

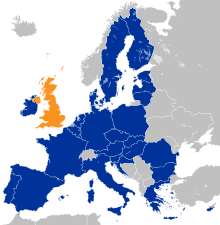
Reino Unido sale de la Unión Europea

- - Reino Unido deja oficialmente la Unión Europea.[43]
  - Uber se va de Colombia después de una denuncia de la Superintendencia de Industria y Comercio sobre esta plataforma tecnológica.
  - Primer caso diagnosticado de un turista alemán que dio positivo por coronavirus en España.[44]

### Febrero
- 2 de febrero: 
  - En Costa Rica, se celebran elecciones municipales.
  - En Londres, Reino Unido se produce un incidente terrorista. Un yihadista identificado como Sudesh Ammán ataca con un cuchillo a varios transeúntes, dejando 2 heridos antes de ser abatido por la policía. Estado Islámico reivindicó más tarde el atentado.
- 3 de febrero: El gobierno checo, en relación con la epidemia de coronavirus SARS-CoV-2 emitió una prohibición de vuelos directos entre la República Checa y China a partir del 9 de febrero.[45]
- 4 de febrero: en Japón un crucero de la línea Diamond Princess entra en cuarentena; después de confirmarse que 10 pasajeros fueron diagnosticados con el nuevo coronavirus (COVID-19) Por un período de 14 días frente al puerto de Yokohama.[46]
- 6 de febrero: fallece de cáncer el ex-criminal colombiano Jhon Jairo Velásquez, alias 'Popeye'.
- 7 de febrero: en Kazajistán, al menos 8 personas murieron y docenas más resultan heridas en enfrentamientos étnicos entre kazajos, dounganes y hui en la aldea de Masanchi, a ocho kilómetros al norte de la frontera con Kirguistán. Cerca de 30 casas y 15 tiendas fueron destruidas en los enfrentamientos.[47]
- 8 de febrero:
  - Se celebran elecciones generales en Irlanda.
  - En Nakhon Ratchasima, Tailandia, un militar mata de manera indiscriminada a 26 personas antes de ser abatido.
- 9 de febrero:
  - Se produce una crisis institucional en El Salvador, protagonizado por el presidente de la república Nayib Bukele y la Asamblea Legislativa de El Salvador a raíz de la convocatoria por parte del Consejo de Ministros de El Salvador a una sesión extraordinaria el día domingo 9 de febrero a las 3:00 p. m., según lo faculta la Constitución de la República de El Salvador de 1983 en su artículo 167, numeral 7, para la aprobación de fondos de la Fase III del Plan Control Territorial.
  - La cinta surcoreana Parásitos, se convierte en la primera película de habla no inglesa de la historia en ganar el Óscar a la mejor película.[48]
  - Se celebran elecciones parlamentarias en Azerbaiyán.
- 13 de febrero:
  - Primer fallecimiento de un paciente con coronavirus en España.[49]
  - En Zapopan, Jalisco, México se realiza un operativo en la Escuela Secundaria Técnica N° 45 luego de que en el baño de los hombres encontraron un mensaje que mencionaba que, esté 14 de febrero, ocurriría al parecer un ataque con armas de fuego.[50][51]

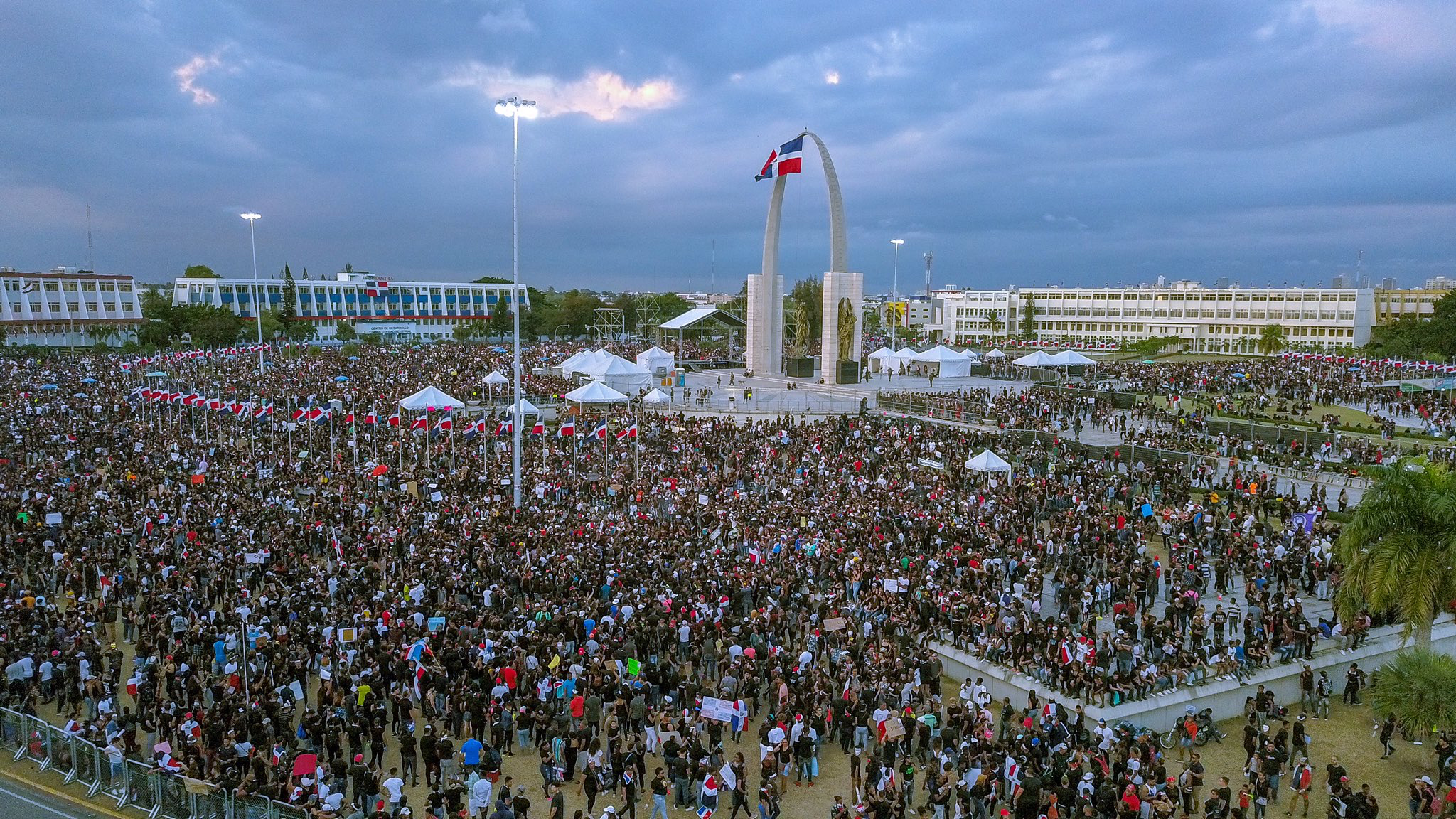
En República Dominicana, se inicia las Protestas de los Jóvenes

- 16 de febrero: inicia una serie de protestas en la República Dominicana tras la cancelación de las elecciones municipales.
- 19 de febrero: 
  - En Hanau, Alemania, un desequilibrado asesina a 10 personas antes de suicidarse.
  - En Bérgamo, Italia, se disputa el "Partido Cero" entre Atalanta y Valencia, propagando los casos de COVID-19.[52]
- 20 de febrero: Uber regresa a Colombia pero con contrato antes de instalar aplicación.
- 23 de febrero: en Chile, comienza la LXI edición del Festival Internacional de la Canción de Viña del Mar.
  - Dos terremotos de 5,8 y 6,0 sacuden el noroeste de Irán dejando 9 muertos y varios heridos.
- 24 de febrero:
  - Canarias sufre una fuerte calima con vientos huracanados y plagas de insectos. Junto con varios incendios forestales, principalmente en la isla de Gran Canaria, aunque también parte de Tenerife.[53]
  - En un salón de masajes eróticos en Toronto, Canadá, un menor de 17 años inspirado por la subcultura incel mata a una mujer y hiere a otras dos personas, el menor fue acusado de femicidio de primer grado, actividad terrorista e intento de asesinato.[54]
- 26 de febrero: en la ciudad de São Paulo, Brasil, se confirma un caso de Coronavirus, siendo el primer país de Latinoamérica en confirmar casos.[55]
- 28 de febrero:
  - En Chile, finaliza la LXI edición del Festival Internacional de la Canción de Viña del Mar.
  - Se confirma el primer caso del nuevo Coronavirus en México, siendo el segundo país en confirmar un caso en Latinoamérica.[56]
  - En Ecuador se confirma un caso de Coronavirus, siendo el tercer país de Latinoamérica en confirmar casos.[57]
  - Se inicia cuarentena para colombianos repatriados en China que estarán 14 días aislados en la villa olímpica de Bogotá.
- 29 de febrero: 
  - Se firma un acuerdo de paz condicional entre los Estados Unidos y los talibanes. Estados Unidos comienza a retirar gradualmente las tropas de combate de Afganistán el 10 de marzo.[58]
  - se celebran elecciones parlamentarias en Eslovaquia.

### Marzo
- 1 de marzo:

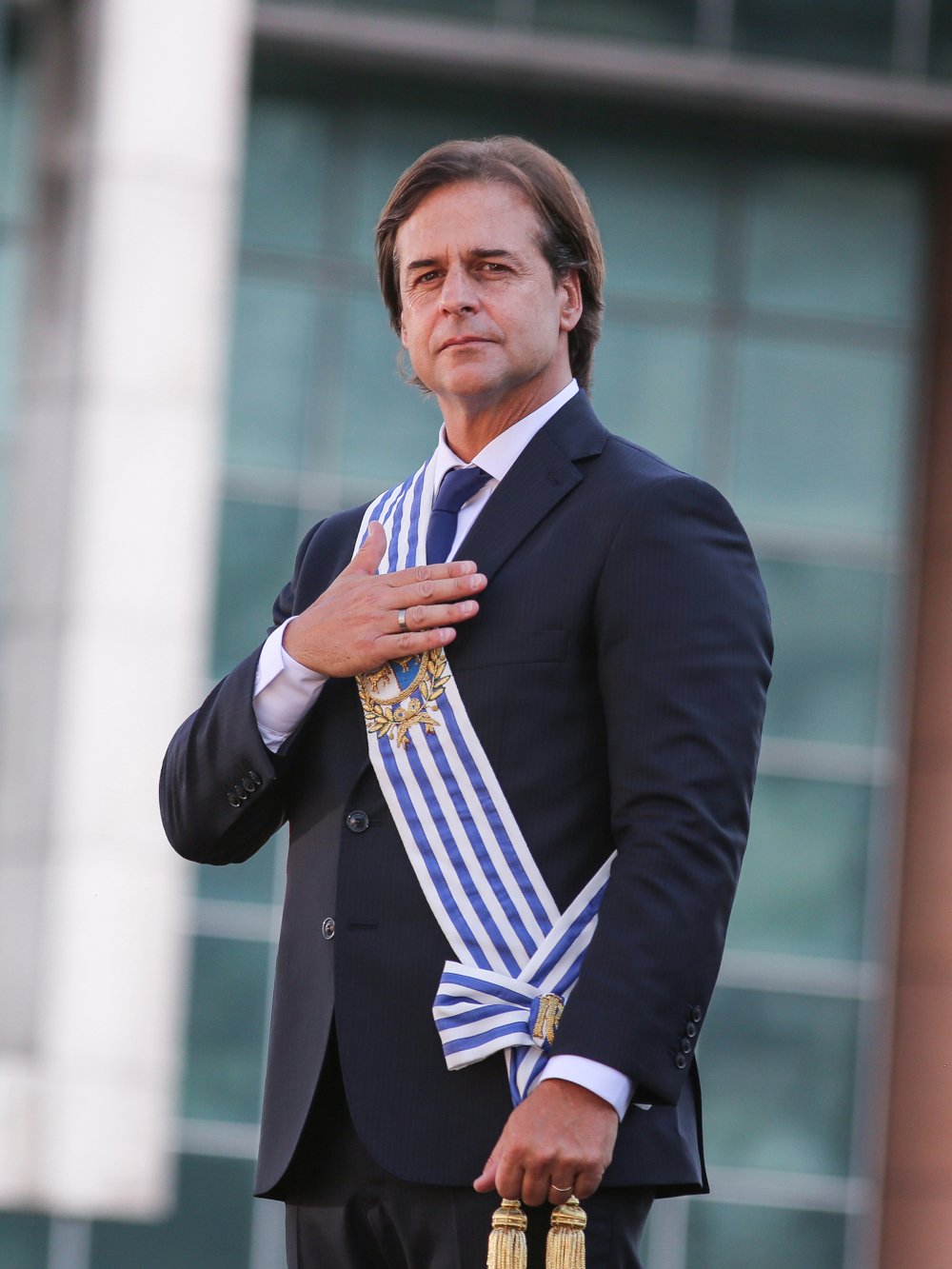
Luis Lacalle Pou, presidente de Uruguay 2020-2025.

  - Luis Lacalle Pou asume como Presidente de Uruguay.
  - En la República Dominicana se confirma un caso de coronavirus, siendo el cuarto país de Latinoamérica en confirmar casos.[59]
- 2 de marzo:
  - Se realiza la apertura de los archivos secretos del Vaticano, sobre el pontificado de Pío XII.[60]
  - Censo de Población y Vivienda 2020 en México. El último se realizó en 2010.
  - En Guyana, se celebran elecciones generales.
  - En Afganistán, un ataque con motocicleta bomba contra un partido de fútbol en la provincia de Khost deja 3 muertos y 11 heridos.[61]
  - En Israel, se celebran elecciones parlamentarias (tercera vuelta).
  - Sierra Leona retira su reconocimiento hacia la independencia de Kosovo.[62]
- 3 de marzo: se confirman los primeros casos de coronavirus en Argentina y Chile. Con ello se suman cinco los países de Latinoamérica en confirmar casos.
- 4 de marzo: el exfutbolista brasileño Ronaldinho y su hermano son capturados en Paraguay tras ingresar a ese país con pasaporte falso.
- 5 de marzo: En España se entrega el 55 Premio Reina Sofía de Pintura y Escultura. Su Majestad la Reina Sofía preside la ceremonia y entrega el premio al ganador en el Centro Cultural Casa de Vacas del Parque del Retiro de Madrid.[63]
- 6 de marzo:
  - En Túnez, un ataque a la embajada de los Estados Unidos en Túnez dejó tres muertos (un oficial de policía y dos terroristas) y cinco heridos (cuatro policías y un civil).[64]
  - En Afganistán, un ataque dirigido a un mitin político en Kabul dejó al menos 29 muertos.[65]
  - En Perú se confirma el primer caso de coronavirus, siendo el séptimo país de Latinoamérica en reportar casos de dicha enfermedad.
  - En Colombia se confirma un primer caso de contagio de coronavirus, siendo el octavo país de Latinoamérica en reportar casos de esta enfermedad. Llegó al país con una joven de 19 años proveniente de Milán, Italia.
  - Se confirma primer caso en Costa Rica de coronavirus siendo el noveno país en detectar la epidemia en Latinoamérica.
- 7 de marzo:
  - Se confirma primer caso en Paraguay de coronavirus siendo el décimo país latinoamericano en detectarlo.
  - En China, un edificio de seis pisos se derrumbó en la provincia de Fujian, donde se aislaba a personas sospechosas de coronavirus. Murieron 10 personas y otras 28 permanecen bajo los escombros.[66]
- 8 de marzo: Italia coloca a 16 millones de personas en cuarentena, más de una cuarta parte de su población, en un intento por detener la propagación de COVID-19. Dos días después, la cuarentena se expande para cubrir todo el país.
- 9 de marzo:
  - En Panamá se confirma primer caso de coronavirus siendo el undécimo país latinoamericano en detectarlo.
  - Se registra una caída de la Bolsa de Valores en el mercado global, más conocido como Lunes Negro (2020), debido al virus SARS-CoV-2, sufriendo así la mayor caída desde 2008.
  - Da comienzo una gran depresión económica, tras repetidas caídas en la bolsa global dándose el colapso del mercado de valores de 2020.

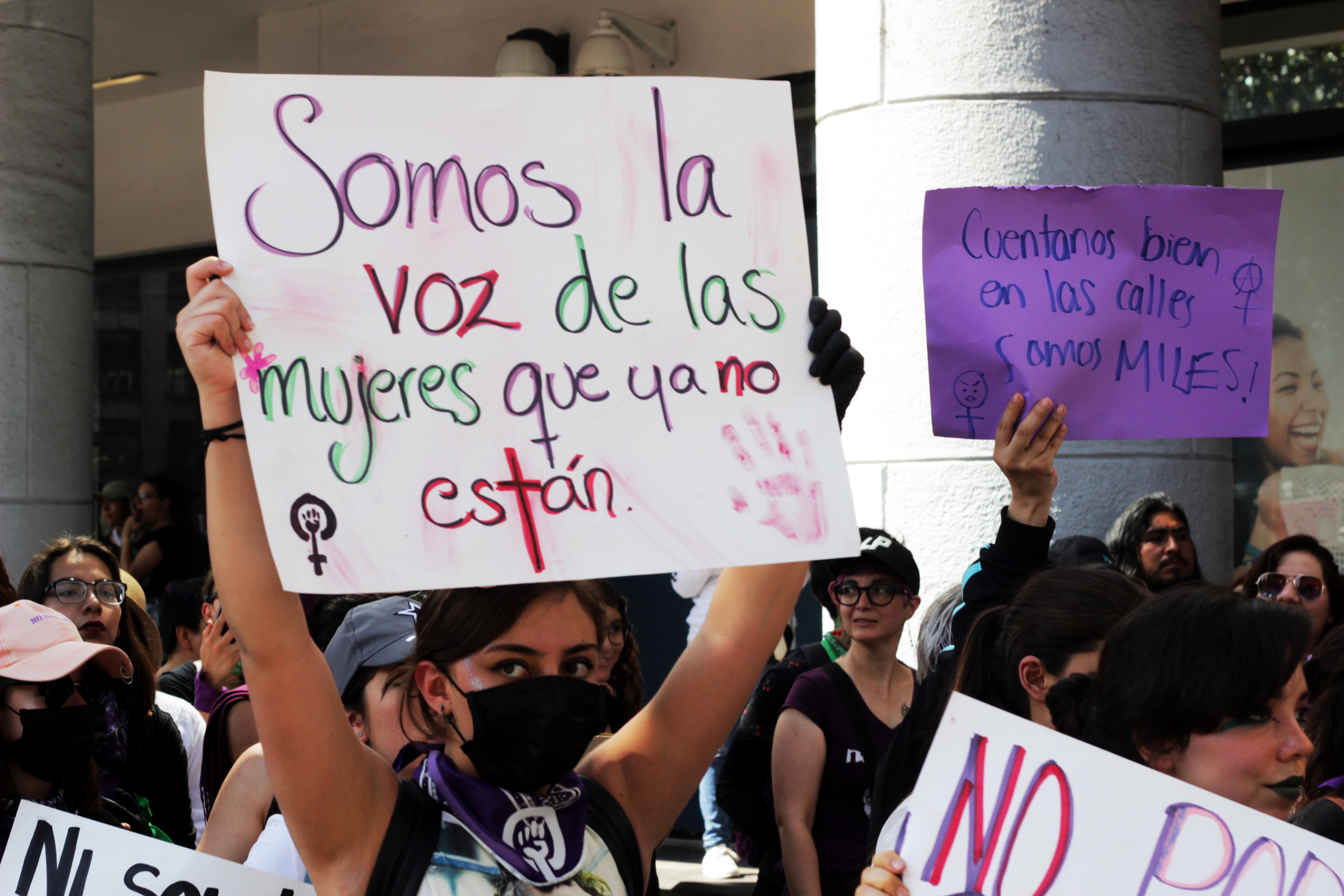
Protestas feministas en México

- - En México se realiza el movimiento #UnDiaSinNosotras en la cual las mujeres se abstendrían de salir a las calles en protesta al incremento de feminicidios en el país.
  - Boca Juniors se consagra campeón del Campeonato de Primera División 2019-20 (Argentina) después de que River Plate empatara con Atlético Tucumán 1 a 1.
- 10 de marzo:
  - En Bolivia se confirma sus 2 primeros casos de coronavirus siendo el duodécimo país latinoamericano en detectarlo.
  - En la Ciudad de México, se registra el choque de 2 trenes en la estación Tacubaya del metro de dicha ciudad, dejando un saldo de 1 muerto y 41 heridos, siendo la tercera vez desde 2015 que ocurre este tipo de accidentes y el peor saldo desde la Tragedia del Metro Viaducto de 1975.[67]
  - En Paraguay se declara cuarentena total por 15 días, siendo el primer país de Latinoamérica en tomar medidas de prevención.
  - En Bogotá ocurre una granizada que dejó varios lugares afectados.
  - En Valencia se suspenden las Fallas de Valencia, debido al virus SARS-CoV-2. Esta suspensión no se llevaba a cabo desde el año 1939, luego de que finalice la guerra civil española.
  - En Gran Bretaña se confirma la curación del "paciente de Londres", el segundo caso global de curación de un paciente con VIH.[68]
- 11 de marzo:

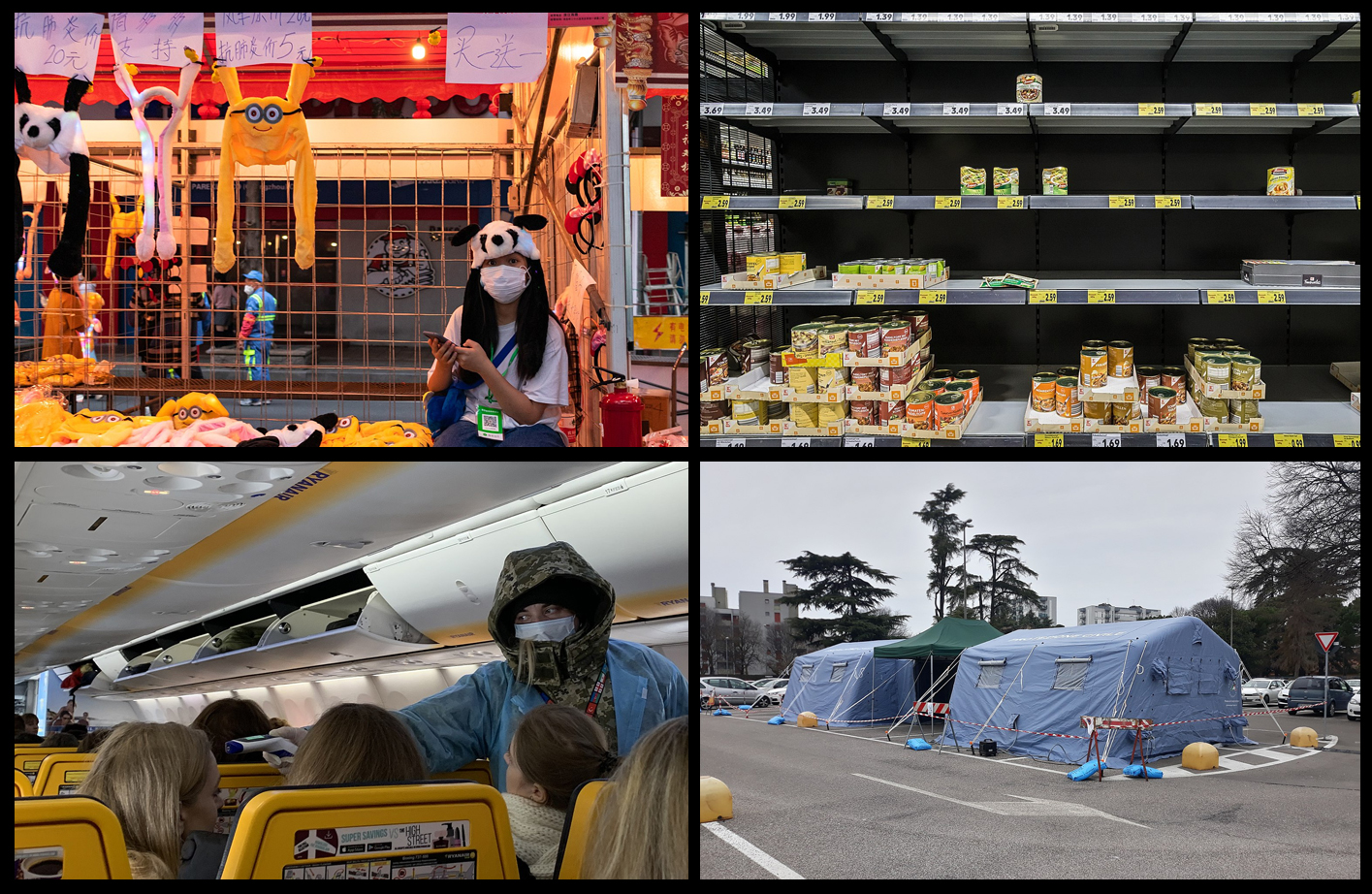
El 11 de marzo la OMS declaró la crisis del COVID-19 como pandemia.

- - La OMS declara la crisis por el COVID-19 como pandemia, siendo la segunda crisis de salud en el siglo XXI y el milenio III en ser declarada como pandemia, la anterior fue la Pandemia de gripe A (H1N1) de 2009-2010.
  - En El Salvador se declara cuarentena domiciliar, fue impuesta por el presidente de la república Nayib Bukele a las 4:00 p. m. (GMT+6), es el primer país fuera de China en estar en cuarentena, a pocas horas que la OMS la declarara pandemia.
  - El actor estadounidense Tom Hanks confirma por sus redes sociales que él y su esposa, Rita Wilson, están contagiados del virus SARS-CoV-2.
- 12 de marzo:
  - Se detecta primer caso de coronavirus en Cuba siendo el decimotercer país en latinoamericano en contraer esa enfermedad.
  - Se detecta primer caso de coronavirus en Honduras siendo el décimo cuarto país en latinoamericano en contraer esa enfermedad.
  - En Ecuador se suspenden clases a partir del 13 de marzo y se impone aislamiento obligatorio por 14 días a los pasajeros provenientes de España, Italia, Irán, Francia, Corea del Sur y dos provincias de China.[69] Ese mismo día, el país confirma el primer fallecimiento por COVID-19, razón por la cual, el Gobierno decretó la cuarentena obligatoria en todo el territorio nacional.
  - Termina la cuarentena por coronavirus de los colombianos repatriados en China instalados en la Villa Olímpica de Bogotá.
  - Las bolsas mundiales chocan tres días después del Lunes Negro, debido a las continuas preocupaciones sobre coronavirus y los EE. UU. prohíbe viajar en el espacio Schengen. El Dow Jones Industrial Average entra en caída libre, cerrando en más de -2,300 puntos, las peores pérdidas para el índice desde 1987.[70]
  - Se aplazan las dos primeras fechas de las Eiminatorias Sudamericanas a la Copa Mundial de Fútbol de 2022.
  - Se cancela la Feria del Libro que se realiza en Bogotá cada año por motivos del coronavirus.
  - Se cancela el festival vallenato por motivos de coronavirus.
  - En Colombia, el presidente Iván Duque declara Estado de Emergencia por el coronavirus.
  - En Colombia, declaran estado de emergencia hasta el 30 de mayo por COVID-19 en Colombia.
- 13 de marzo:
  - Se detecta primer caso de coronavirus en Venezuela siendo el décimo quinto país latinoamericano en contraer esa enfermedad.
  - Se detecta primer caso de coronavirus en Guatemala siendo el décimo sexto país latinoamericano en contraer esa enfermedad.
  - Se detecta primer caso de coronavirus en Uruguay siendo el décimo séptimo país latinoamericano en tener esa enfermedad.
  - Donald Trump declara emergencia nacional en Estados Unidos por COVID-19.
  - En Trinidad y Tobago se confirma el primer caso de coronavirus.[71]
- 14 de marzo:
  - España entra en cierre de fronteras después de que el país se vea afectado por la pandemia de coronavirus el día antes de declarar el estado de alarma.
  - Entra en vigor en España el Real Decreto por el que se decreta el estado de alarma y el confinamiento de la población y prohibición de salir a la calle para prevenir la pandemia del coronavirus.
- 15 de marzo:
  - En Piura, se confirman 2 casos de coronavirus. El presidente Martín Vizcarra declara estado de emergencia y cierre de fronteras en Perú.[72]
  - En la República Dominicana, se celebran elecciones municipales, después de ser suspendidas por la JCE el pasado 16 de febrero debido a problemas técnicos.
  - El inicio del Campeonato Mundial de Fórmula 1 de la FIA con el Gran Premio de Australia, que se celebraría en Melbourne, se cancela debido a la pandemia de coronavirus.
  - En Lagos, Nigeria ocurre una explosión en un oleoducto que dejó 15 muertos y 50 heridos.[73]
- 16 de marzo: Se declara Estado de excepción en Ecuador mediante el decreto 1017, con lo que se establece toque de queda a nivel nacional de 21:00 a 05:00, suspensión de los vuelos nacionales e internacionales y restricciones a la circulación desde el 17 de marzo.[74]
- 17 de marzo:
  - Se anuncia la reprogramación de la Eurocopa 2020 y la Copa América 2020 que se disputarían en Europa y en Colombia y Argentina, respectivamente, para el 2021 debido a la pandemia de coronavirus.
  - En una granja de Filipinas se detecta un brote de gripe aviar Influenza H5N6.[75]
  - El actor Idris Elba confirma en un vídeo que está contagiado del virus COVID-19.[76]
  - El actor estadounidense Tom Hanks y su esposa, Rita Wilson, son dados de alta del hospital de Melbourne en cual se encontraban, a causa del coronavirus.
  - En Colombia el presidente Iván Duque decreta el aislamiento preventivo obligatorio para todos los adultos mayores de 70 años desde el 20 de marzo de 2020 hasta el 31 de mayo de 2020.
- 18 de marzo:
  - Se reporta el primer fallecimiento de coronavirus en México.[77]
  - En El Salvador es reportado por el presidente Nayib Bukele a las 8:25 p. m. el primer caso de coronavirus. El infectado era un hombre que ingresó por un punto ciego del país.[78] Es el décimo octavo país latinoamericano en contraer la enfermedad.
  - Chile cierra sus fronteras después de que se vea afectado por la pandemia de coronavirus, que ya lleva más de 200 casos confirmados en el país.
  - Chile decreta Estado de Catástrofe Constitucional por la pandemia de coronavirus, por un plazo de 90 días.
  - Polonia registra más de 200 infecciones por coronavirus, incluyendo 5 muertos. El paciente "cero", es decir, el primer paciente diagnosticado con infección, se recuperó.[79]
  - La UER cancela oficialmente el Festival de la Canción de Eurovisión 2020, rompiendo con la tradición de celebrarlo anualmente y finaliza con 64 años de transmisión ininterrumpida, lo que supone un hecho sin precedentes.
  - En el estado de Utah se registra un gran terremoto de 5,7.
- 19 de marzo:
  - En Perú se confirma el primer caso de fallecimiento por coronavirus.
  - Se confirma primer caso en Nicaragua de coronavirus siendo el décimo noveno país en detectar la epidemia en Latinoamérica.[80]
  - Se confirma primeros dos casos en Haití de coronavirus siendo el vigésimo país en detectar la epidemia en Latinoamérica.[81]
  - Se realiza un simulacro de aislamiento en toda Bogotá, Colombia anunciado por la alcaldesa de esa ciudad. Otras ciudades del país como Cali y Pereira se unen a la ciudad de Bogotá y realizan simulacros de aislamiento.
  - Argentina declaró un estado de cuarentena total en todo el territorio para prevenir el avance del coronavirus.
- 20 de marzo:
  - Se estrena para las consolas de Xbox One, PlayStation 4, Nintendo Switch y PC el videojuego Doom Eternal, desarrollado por Id Software, cuyo origen a mediados de los años 1990, así como la innovación para la época dieron paso a la popularidad en los juegos tipo videojuego de disparos en primera persona, en la actualidad.
  - En Argentina, se da inicio a la cuarentena estricta debido a la pandemia de coronavirus desatada en China el año anterior. Inicialmente, el Aislamiento Social, Preventivo y Obligatorio (ASPO) iba a durar hasta el 31 de marzo, pero se extendió en todo el territorio nacional hasta el 9 de noviembre de ese mismo año (234 días después), para pasar a la fase de Distanciamiento Social Preventivo y Obligatorio (DISPO).
  - Entran en vigor las reglas de cuarentena en México tras la confirmación de los primeros casos en el país a finales de febrero y siendo posteriormente alargada hasta el 31 de mayo.
  - Se estrena para la Nintendo Switch el videojuego Animal Crossing: New Horizons.
  - El presidente de Colombia, Iván Duque, declara cuarentena total desde el 24 de marzo hasta el 13 de abril.
  - El coronavirus contagia todos los países de América Latina.
  - Luis Almagro es reelegido como Secretario de la Organización de Estados Americanos (OEA).
- 21 de marzo:
  - Se confirma primer fallecimiento por coronavirus en Chile.
  - En Colombia un amotinamiento en las cárceles La Modelo y La Picota dejó 23 muertos y 83 heridos en medio de un intento de fuga durante protestas para exigir medidas para evitar la propagación del coronavirus. Se trata de la peor tragedia carcelaria de los últimos años en el país.[82]
  - En Bolivia, el órgano electoral suspende la elecciones generales presidenciales del 3 de mayo de 2020, por la pandemia del COVID-19, hasta que haya condiciones sanitarias suficientes para celebrar los comicios.[83]
- 22 de marzo: en Croacia, se produce un terremoto de 5,3 que deja un muerto y varios heridos.
- 24 de marzo:
  - En Nigeria las autoridades militares informan que al menos 50 soldados mueren al ser emboscados por milicianos del grupo terrorista Boko Haram en las cercanías de la aldea de Goneri. Se trata de uno de los ataques más letales contra las fuerzas armadas recientemente.[84]
  - En Paraguay, el presidente Mario Abdo Benítez decide cerrar las fronteras con sus países vecinos debido al COVID-19.

Los Juegos Olímpicos de Tokio fueron postergados para el 2021 debido a la pandemia del COVID-19

- - Debido a la pandemia por coronavirus el Comité Olímpico Internacional y el gobierno de Japón anuncian el aplazamiento de los Juegos Olímpicos de Tokio para el verano de 2021.[85]
- 25 de marzo:
  - En Colombia por primera vez en su historia, inicia una cuarentena a nivel nacional en un intento de contrarrestar al coronavirus que ya se ha contagiado a más de 400 personas.
  - Suiza, España, Noruega, Francia, Baréin, Tailandia, Irán, Sudáfrica, Canadá y Argentina son convocados por la Organización Mundial de la Salud con el propósito de encontrar información científica en busca de una vacuna para el coronavirus.
- 27 de marzo:
  - En la Ciudad del Vaticano el papa Francisco realiza la bendición Urbi et Orbi de manera extraordinaria debido a la pandemia de coronavirus, en la plaza de San Pedro vacía. Es la primera vez que un pontífice realiza una bendición a la plaza sin público.[86]
  - Sucede la conjunción planetaria de Marte, Júpiter, Saturno y Plutón; visible desde el hemisferio sur a las 3:30 UTC.
  - El Departamento de Salud de Panamá autorizó al crucero Zaandam y al barco acompañante Rotterdam a transitar por el Canal de Panamá hacia su destino en la Florida la cual dejó 190 personas contagiados por el coronavirus y 4 muertes.[87]
- 29 de marzo:
  - Se confirma los 3 primeros fallecidos por coronavirus en Bolivia.[88]
  - En España se decreta la paralización de toda actividad económica no esencial hasta el 9 de abril, como medida de contingencia a raíz de la pandemia de coronavirus.[89]
  - En Filipinas ocho personas muertas dejó el incendio de un avión de evacuación médica de la aerolínea Lion Air al intentar despegar del Aeropuerto Internacional Ninoy Aquino de Manila. El aparato tenía como destino el Aeropuerto Internacional de Haneda de Tokio.[90]
- 31 de marzo: en el estado de Idaho se registra un terremoto de 6,5.

### Abril
- 2 de abril:
  - La cifra de contagios por coronavirus a nivel mundial llega a 1 millón.[91]
  - En Estados Unidos el crucero neerlandés Zaandam, con al menos cuatro muertos y nueve casos de COVID-19 en su interior, fue autorizado para atracar en el Port Everglades (Florida). Esto después de casi un mes en el que una docena de puertos les negaron la autorización.[92]
- 3 de abril: Fallece el Bill Withers 81 años de edad músico y cantautor estadounidense sufrió el cardiopatía.
- 4 de abril:
  - En Francia un hombre no identificado ataca con un cuchillo a un grupo de residentes del pueblo de Romans-sur-Isère. La agresión es investigada como un ataque terrorista, el cual dejó dos muertos y ocho heridos.[93]
  - En México al menos 19 personas murieron en un enfrentamiento entre grupos armados rivales vinculados a la delincuencia organizada en Madera, Chihuahua.[94]
- 4-5 de abril: Emisión de WrestleMania 36, celebrada los días 25 y 26 de marzo a puerta cerrada por el coronavirus.
- 6 de abril: en Colombia, se extiende la cuarentena por coronavirus por 14 días, anunció el presidente Iván Duque hasta el 27 de abril.
- 7 de abril: en Ecuador, la Corte Nacional de Justicia sentencia a 8 años de prisión a 20 procesados en el Caso Sobornos 2012-2016, entre ellos el expresidente Rafael Correa, varios funcionarios de su gobierno y empresarios.[95]
- 8 de abril:
  - En Estados Unidos, Bernie Sanders se retira de las primarias demócratas a la candidatura presidencial, dejando a Joe Biden como el candidato del Partido Demócrata para enfrentarse al presidente republicano Donald Trump.
  - En Estados Unidos el tribunal de apelaciones del Segundo Distrito de Los Ángeles falló en favor del líder religioso mexicano de la Luz del Mundo, Naasón Joaquín García, y ordenó desestimar los cargos en su contra, entre ellos violación de menores y pornografía infantil, por errores de procedimiento.[96]
  - En Wuhan, el gobierno chino levanta la orden de confinamiento obligatorio por primera vez en 76 días desde es inicio de la pandemia de coronavirus.
- 10 de abril:
  - La cifra de víctimas por coronavirus a nivel mundial ya supera las 100 000 personas. Según datos de la Universidad Johns Hopkins.[97]
  - El volcán Krakatoa entra en erupción.
- 12 de abril: 
  - En Colombia se cumplen los 19 días anunciados por el presidente Iván Duque decretados tras la pandemia del coronavirus.
  - Fallece el ex-piloto británico Stirling Moss.
  - Boris Johnson recibe el alta[98] en el hospital de Londres al que fue trasladado después de dar positivo por coronavirus el 27 de marzo,[99] habiendo permanecido allí durante ocho días, tres de los cuales estuvo ingresado en la UCI.[100]
  - En Estados Unidos y en México se bautiza a Leonel Rodríguez JR como un ejemplo a seguir del fútbol.[101]
- 14 de abril:
  - Se cumple un mes del Estado de alarma en España y el confinamiento de la población por la pandemia de coronavirus de 2020.
  - En Estados Unidos al menos 34 muertos deja una serie de tornados en el sur del país. Las tormentas dejaron víctimas en al menos seis estados y según el Servicio Nacional de Meteorología hay evidencia de al menos 19 tornados en la región, con el más intenso en Misisipi.[102]
  - Primera vuelta de las elecciones parlamentarias de Kiribati de 2020.
- 15 de abril:
  - En Paraguay, en la localidad de Arroyos y Esteros, Departamento de Cordillera desaparece una niña de 7 años llamada Juliette, de nacionalidad francesa, lo cual ha desatado conmoción en el país así como muchas teorías de que sus propios padres la entregaron o asesinaron. Hasta la actualidad las autoridades siguen investigando su paradero.
  - El coronavirus llega a 2 millones de casos confirmados a nivel mundial.[103]
  - Un bólido fue avistado en los departamentos de Lima e Ica, en Perú.[104]

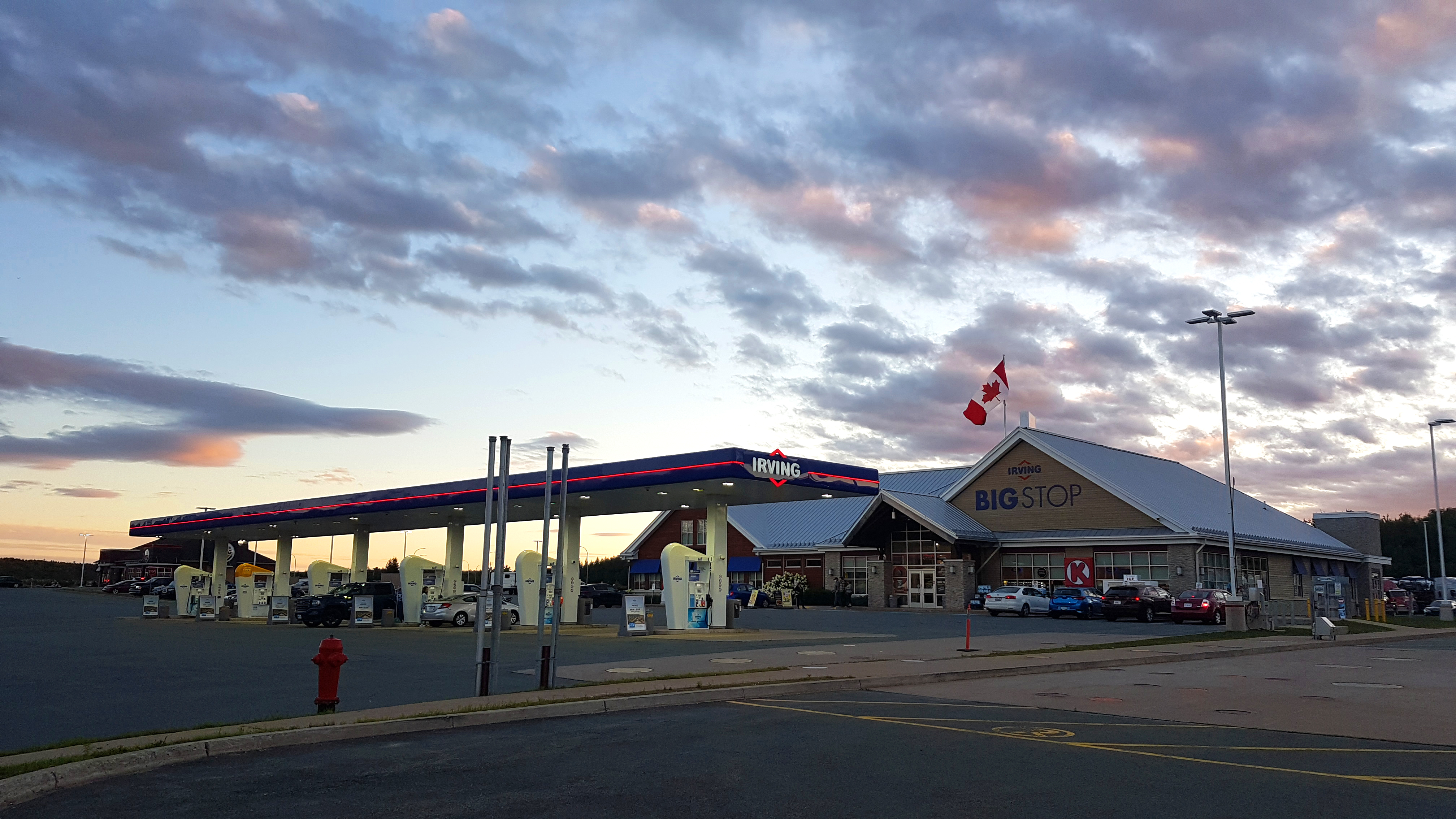
Masacre en Nueva Escocia, Canadá

- 18-19 de abril: en Nueva Escocia, Canadá al menos 23 personas murieron y varias resultaron heridas después de que un hombre armado disfrazado de policía disparara, el atacante fue identificado por la Policía Montada de Canadá como Gabriel Wortman, de 51 años. La masacre es la más mortífera de la historia canadiense.[105]
- 20 de abril:
  - El precio del petróleo alcanza un valor negativo histórico de -37 dólares, la cotización más baja desde 1983.[106]
  - En Colombia se extiende la cuarentena hasta el 11 de mayo anunciada por el presidente Iván Duque.
- 21 de abril: segunda vuelta de las Elecciones parlamentarias de Kiribati de 2020.
- 22 de abril: en España, se prorroga el Estado de alarma hasta el 9 de mayo.
- 23 de abril: en Perú el presidente Martín Vizcarra extiende la cuarentena hasta el 10 de mayo.
- 24 de abril: la Superintendencia de Sociedades de Colombia ordena la liquidación de Picap y anuncia su fin.
- 25 de abril:
  - La cifra de contagiados por coronavirus en el mundo se eleva a 3 millones.
  - Estados Unidos supera la cifra del millón de casos de contagio por coronavirus, siendo el primer país en llegar a esa cifra.[107]

### Mayo
- 1 de mayo: en Venezuela ocurre el Motín de Guanare, produciendo un saldo de alrededor de 47 muertos y 75 heridos.[108]
- 2 de mayo: a pesar de la contingencia por COVID-19, en la Ciudad de México, se continúa con los trabajos de mantenimento mayor al Tren Ligero de la Ciudad de México, ahora en el tramo Xochimilco-Huipulco. La obra concluyó a fines de 2020.[109]
- 3 de mayo:
  - En Estados Unidos se registra la presencia de avispones gigantes asiáticos, siendo inmediatamente catalogados como especie invasora.[110]
  - Nicolás Maduro anunció que se frustró Operación Gedeón, una incursión armada en Macuto, Venezuela. En el operativo murieron ocho mercenarios.[111]
- 5 de mayo: en Colombia se prolonga la cuarentena por 15 días decretada por el presidente Iván Duque hasta el 25 de mayo.
- 6 de mayo: 
  - Se lleva a cabo el juicio al expresidente sudafricano Jacob Zuma, vinculado a varios casos de corrupción.[112]
  - Marianne Heida y astrónomos del Observatorio Europeo del Sur (Chile) descubren un agujero negro en el sistema solar HR 6819. Es hasta la fecha el agujero negro más cercano al planeta Tierra, a tan solo 1000 años luz.[113]
- 8 de mayo:
  - En Perú el presidente Martín Vizcarra vuelve a extender la cuarentena, esta vez hasta el 24 de mayo.
  - La cifra de contagiados por coronavirus supera los 4 millones.
- 9 de mayo: en Tennessee, Estados Unidos, fallece a los 87 años el pionero del Rock and roll, Little Richard.
- 10 de mayo: en Argentina el presidente Alberto Fernández vuelve a extender la cuarentena hasta el 25 de mayo
- 12 de mayo: 
  - Rusia registra 232,000 casos de coronavirus, superando a España y convirtiéndose en el segundo país con más casos registrados.[114]
  - En Afganistán, tres ataques reviven las hostilidades entre el gobierno y los talibanes.[115]
- 13 de mayo: la ONU realiza un informe donde alerta de una crisis de salud mental a causa del confinamiento.[116]
- 14 de mayo: 
  - El papa Francisco, hubiera lanzado un evento mundial, que tendrá como tema Reconstruir el pacto educativo global, hecho que fue pospuesto por la pandemia de coronavirus.
  - En Colombia, el Ejército en conjunto con la Fuerza Aérea bombardea un campamento del ELN, que estaba ubicado entre los límites de Antioquia y Bolívar.[117]
- 15 de mayo: en el estado de Nevada se registra un fuerte terremoto de 6,5.
- 16 de mayo: 
  - Se hubiera celebrado la final del Festival de la Canción de Eurovisión 2020 en Róterdam, Países Bajos, hecho que no ocurrirá debido a su cancelación por la pandemia de coronavirus.
  - En Asnières-sur-Seine, Francia, es arrestado Félicien Kabuga, tras 26 años, quien financiaría el genocidido de Ruanda.[118]
- 18 de mayo: Un terremoto de 5,1 sacude la provincia de Yunnan en China dejando 4 muertos y 24 heridos.
- 19 de mayo: 

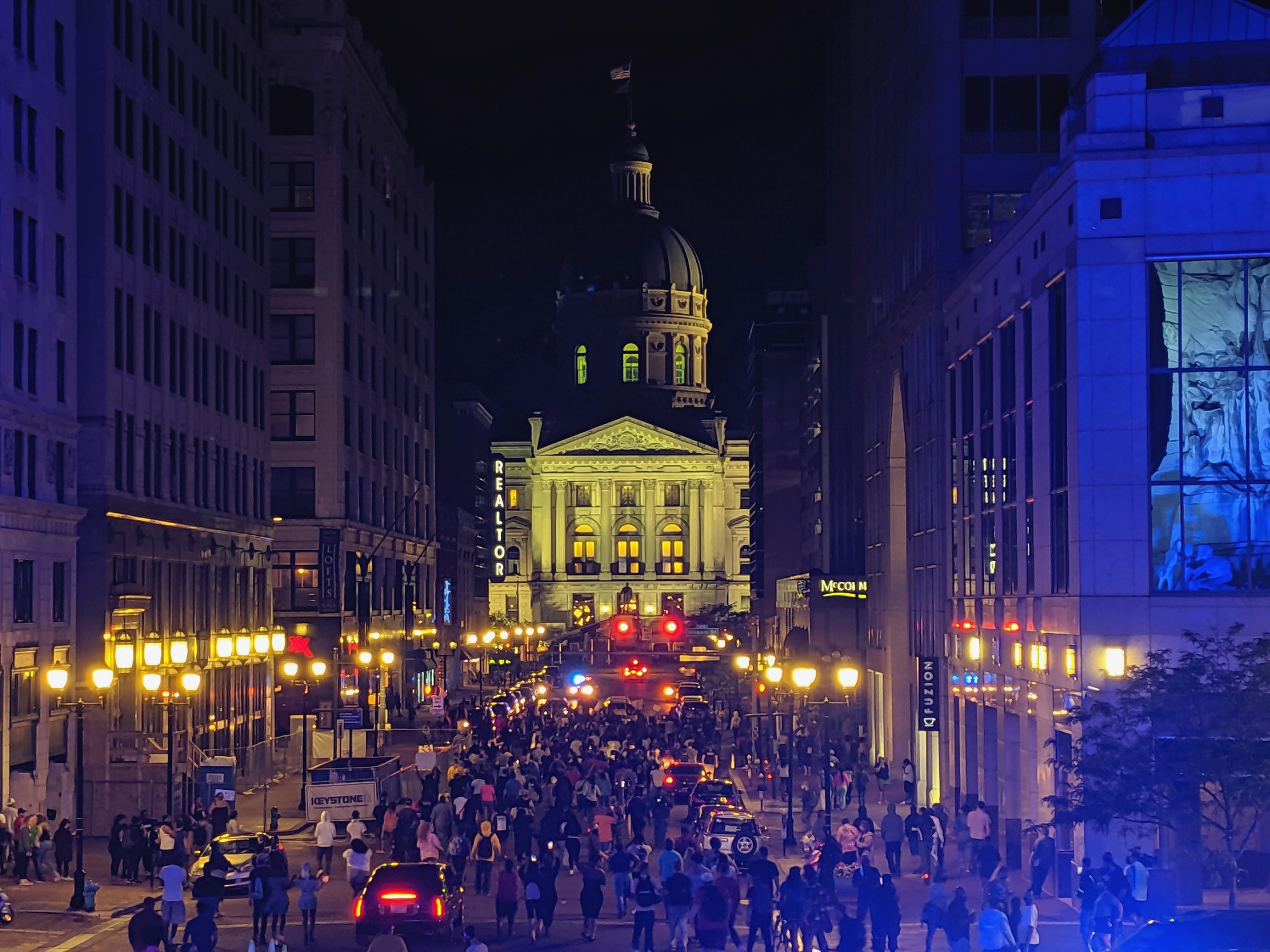
Protestas por la muerte de George Floyd, en Indianápolis

  - En Colombia, el presidente Iván Duque extiende la cuarentena hasta el 31 de mayo, y la emergencia sanitaria hasta el 31 de agosto.[119]
  - DirecTV suspende sus servicios en Venezuela.
- 20 de mayo: la cifra de contagiados por el coronavirus se eleva a 5 millones.
- 22 de mayo: 
  - El vuelo 8303 de Pakistan International Airlines se estrella cerca de la ciudad de Karachi.[120]
  - En Perú el presidente Martín Vizcarra extiende la cuarentena por más de un mes (Hasta el 30 de junio).
- 23 de mayo: Más de 100 personas murieron como resultado del ciclón Amphan en Asia, millones de personas fueron obligadas a evacuar.[121] La muerte de George Floyd en manos de policías blancos hizo que se iniciaran las protestas al día siguiente.
- 25 de mayo: 

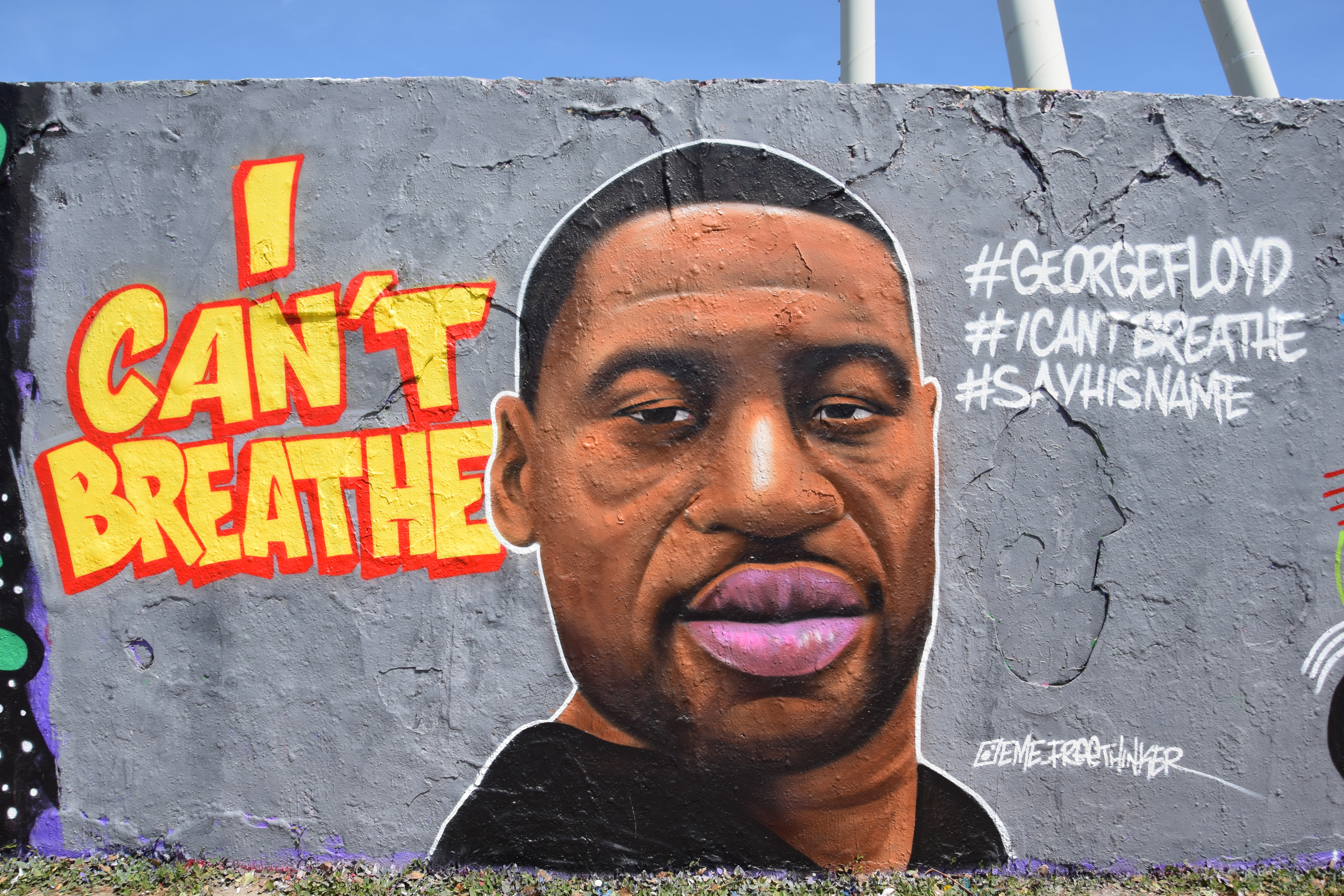
La muerte de George Floyd en manos de policías blancos hizo que se iniciaran las protestas al día siguiente

  - Se celebran Elecciones parlamentarias en Surinam.
  - En Mineápolis, un policía asfixia hasta la muerte a George Floyd, desatando las protestas.
- 26 de mayo: 
  - Costa Rica se convierte en la primera nación centroamericana en legalizar el matrimonio igualitario.[122]
  - En Minesota, Estados Unidos se realizan una serie de protestas por la muerte de George Floyd y en todo el mundo. A esto le siguieron otras protestas y manifestaciones el 6 de junio contra el racismo y la brutalidad policial en todo el mundo.[123] Protestas por la muerte de George Floyd, en Indianápolis
- 27 de mayo: 
  - En Colombia, el presidente Iván Duque extiende la cuarentena hasta el 30 de junio.
  - El lanzamiento del Crew Dragon Demo-2 es retrasado debido a las condiciones climáticas.[124]
  - En Negrar se dio a conocer que bajo el terreno de unos viñedos se había dado el descubrimiento de una villa romana del siglo III d. C. con sus mosaicos en un excepcional estado de conservación.[125][126]
- 28 de mayo: 
  - En Colombia, el presidente Iván Duque anuncia ampliación de aislamiento preventivo hasta el 1 de julio por incremento de contagios y muertes en el país.
  - La Asamblea Popular china aprueba la controversial ley de seguridad de Hong Kong que permitirá expatriar ciudadanos a la China continental, de los casi 3.000 diputados de la Asamblea Nacional,  fue aprobado durante la sesión de clausura de la reunión anual de la ANP, con 2.878 votos a favor.[127]
- 29 de mayo: 
  - Estados Unidos rompe relaciones con la OMS[128]
  - En Perú, Sonia Guillen renuncia a su cargo como ministra de cultura.[129]
  - Se derraman 20.000 toneladas de petróleo en el río Ambarnaya, cerca de la ciudad siberiana de Norilsk[130]
- 30 de mayo: la NASA lanza en colaboración a SpaceX el Crew Dragon Demo-2.[131]
- 31 de mayo: la cifra de contagiados por el coronavirus se eleva a 6 millones.[132]

### Junio
- 1 de junio: 
  - Fin de las reglas de cuarentena en México, impuestas desde el 20 de marzo y postergadas en varias ocasiones.
  - En Estados Unidos, se realizan manifestaciones frente a la Casa Blanca por la muerte de George Floyd. Las luces se apagaron toda la noche.[133][134]
  - En la República Democrática del Congo, se registra un nuevo brote de Ébola.[135]
  - En el oeste de Níger, alrededor de 50 motociclistas yihadistas atacan un campo de refugiados de Malí en Intikane, causando tres muertes, incluidos dos malienses (el presidente del Comité de Refugiados y el presidente del Comité de Vigilancia de Refugiados) y 1 Nigerien (el jefe habitual de la agrupación nómada de Tahoua) secuestra a uno de los guardias del campamento, saquea la tienda de alimentos y sabotea el sistema de suministro de agua potable y las antenas telefónicas.[136]
- 3 de junio: 
  - SpaceX despliega con éxito 60 satélites Starlink.[137]

Derrame de petróleo de Norilsk, en Rusia

- - Vladímir Putin declara estado de emergencia tras un derrame de petróleo en Norilsk.[138]
  - En la India el Ciclón Nisarga toca tierra al sur de Mumbai como huracán de categoría 1; la primera vez que un ciclón tropical ataca la megaciudad desde 1891. Cerca de 100,000 personas han sido evacuadas de áreas bajas en los estados indios occidentales de Maharashtra y Guyarat, un área que ya ha sido golpeada por la pandemia de COVID-19.[139]
- 5 de junio: 
  - Ocurre un eclipse lunar penumbral; solo fue visible en Asia, África y partes de Europa.[140]
  - En Colombia, fue suspendido del cargo el gobernador de Antioquia, Aníbal Gaviria, por orden de captura hecha por la fiscalía.[141]
- 8 de junio: la cifra de contagiados por el coronavirus se eleva a 7 millones.[142]
- 9 de junio: 
  - Un estudio de la Universidad de Harvard sugiere que el COVID-19 pudo estar esparciéndose en China desde agosto de 2019.[143]
  - En Nigeria al menos 81 personas fueron asesinadas en el distrito de Gubio en Nigeria probablemente por miembros de Boko Haram.
- 10 de junio: en China se publican la descripción y la datación por el CNRS y la Universidad de Burdeos de una escultura de un hueso quemado que representa un pájaro, encontrada en el sitio de Lingjing (provincia de Henan en China), ahora datada entre 13,000 y 13.800 años, que retrocedieron a 8500 años detrás de la escultura y las representaciones de animales en el este de Asia y, de hecho, la obra de arte china más antigua conocida.[144]
- 14 de junio: en Bouka Weré, Malí un convoy de doce vehículos y 64 soldados del ejército cayó en una emboscada yihadista dejando 27 soldados muertos.[145]
  - Un terremoto de 5,8 sacude Turquía.
- 15 de junio: 
  - La cifra de contagios de coronavirus en el mundo se eleva a 8 millones.
  - Al menos 20 soldados indios y más de 40 fuerzas chinas son asesinados o heridos en escaramuzas en el disputado Valle de Galwan, la mayor escalada a lo largo de la frontera chino-india en cinco décadas.[146]

- 16 de junio: Corea del Norte demuele la oficina de enlace intercoreana en represalia por mensajes enviados por disidentes norcoreanos en Corea del Sur.[147]
- 18 de junio: en Burundi, tras la muerte de Pierre Nkurunziza, asume Évariste Ndayishimiye como presidente.[148]
- 20 de junio: 
  - Ocurre el solsticio de verano en el hemisferio norte y el solsticio de invierno en el hemisferio sur.
  - Un ataque con cuchillo en Reading (Inglaterra) mata a tres personas.[149]
- 21 de junio:
  - La cifra de contagios de coronavirus a nivel mundial alcanza los 9 millones.
  - En España finaliza el estado de alarma declarado a causa de la pandemia de COVID-19, tras una duración de 98 días.
  - Se produce un eclipse solar anular solo visible en Asia, África y el sureste de Europa.[150]
- 22 de junio: fallece en Ecuador el exfutbolista, periodista y político Carlos Luis Morales, quien se desempeñaba como Prefecto de Guayas desde 2019 y estaba vinculado en actos de corrupción durante la pandemia.[151]
- 23 de junio: 
  - En México, se registra un terremoto de 7,4 que deja 10 muertos.[152][153]
  - En Colombia el presidente Iván Duque amplia cuarentena hasta el 15 de julio.
- 24 de junio: se celebran elecciones legislativas en Mongolia.
- 26 de junio: en Perú, el presidente Martín Vizcarra extiende la cuarentena hasta el 31 de julio solo para los departamentos de Arequipa, Ancash, Ica, Junín, Huánuco, San Martín y Madre de Dios. Para los demás departamentos finaliza el 30 de junio.
- 27 de junio: se celebran elecciones en Islandia, donde es reelegido el presidente actual.
- 28 de junio: 
  - Se celebran elecciones en Polonia se habían propuesto para mayo pero se pospusieron por la pandemia de coronavirus.
  - En Red Bluff, California un tiroteo en un centro de distribución de Walmart dejó al menos 2 muertos y 4 heridos.[154]
- 29 de junio:
  - El gobierno de la India bloquea 59 apps chinas, incluyendo TikTok, HeLo y WeChat, para enfrentar los problemas de privacidad que presentarían estas aplicaciones.[155]
  - Irán emite una orden de arresto contra Donald Trump y otras 35 personas por el asesinato de Qasem Soleimani y pide ayuda a Interpol para detenerlo.[156]
  - Al menos 34 personas mueren cuando su ferry choca con otro barco y se hunde en el río Buriganga en la capital de Bangladés, Daca.[157]
  - Al menos 8 muertos dejó el ataque a la Bolsa de Valores de Pakistán en Karachi y otras siete personas heridas.[158]
- 30 de junio: 
  - Descubren un nuevo virus de la influenza porcina en China, siendo bautizado como G4 EA H1N1.[159]
  - China aprueba la Ley de Seguridad Nacional en Hong Kong.[160]
  - En Etiopía, se desatan las protestas por la muerte de Hachalu Hundessa.[161] En un contexto donde las tensiones étnicas son altas en Etiopía, esto provoca varios días de enfrentamientos interétnicos y contra la policía en el Estado de Oromia y en Addis Abeba, causando al menos 200 muertes, 167 heridos graves y 4.700 detenciones.[162]

### Julio
- 1 de julio: 
  - En Brasil un ciclón extratropical afecto la región sur y sudeste, causando la muerte de 10 personas y destruyendo cientos de construcciones en la región.[163]
  - Entra en vigor el T-MEC.[164]
  - Se registra una masacre en un anexo de Irapuato, Guanajuato, México, dejando un saldo preliminar de 26 personas muertas.[165]
  - En Ulán Bator, Mongolia un hombre murió tras el nuevo brote de peste bubónica. Se identificaron 3 casos en el país y uno en China.[166]
- 2 de julio: en Birmania al menos 174 fallecidos y 100 desaparecidos dejó un deslave ocurrido en una mina de jade en el norte del país, el peor de una serie de accidentes mortíferos registrados en tales explotaciones en años recientes.[167][168]
- 3 de julio: 
  - En la Península de Yucatán, es descubierta una mina de ocre sumergida bajo el agua de más de 10 000 años de antigüedad.[169]
  - Mongolia pone en cuarentena a la ciudad de Hovd por casos de peste negra.[170]
- 5 de julio:
  - 50 personas mueren, 14 desaparecen y más de 200,000 fueron evacuadas debido a inundaciones y deslizamientos de tierra en la región de Kumamoto en la isla Kyushu en Japón.[171]
  - En Croacia, se celebran elecciones parlamentarias.
  - En República Dominicana, se celebran elecciones generales.
  - Se produce un eclipse lunar penumbral en América.
- 6 de julio: 
  - En Colombia 45 personas fallecieron y al menos 19 resultaron heridas tras la explosión de un camión cisterna que transportaba combustible en el norte del país, en el corregimiento de Tasajera, Magdalena el peor de una serie de accidentes mortíferos registrados en tales explotaciones en años recientes.[172]
  - En Roma, Italia, fallece a los 91 años el compositor y director de orquesta Ennio Morricone.
- 7 de julio:
  - En Colombia el presidente Iván Duque se extiende la cuarentena hasta el 1 de agosto.
  - En Ecuador renuncia el vicepresidente Otto Sonnenholzner.[173] La Asamblea de Ecuador llama a elecciones para elegir nuevo vicepresidente del país.
  - Un autobús choca con un depósito de agua en Anshun, China, dejando un saldo de 21 muertos y 16 heridos.[174]
- 8 de julio: 
  - En la provincia de Bagua en Amazonas, Perú es hallado un helicóptero de la Fuerza Aérea desaparecido horas antes con todos los tripulantes muertos.[175]
  - En Djibo, Burkina Faso, son encontrado al menos 180 cuerpos en fosas comunes, donde soldados luchan contra los yihadistas. Se sospecha que las fuerzas gubernamentales estuvieron involucradas en ejecuciones extrajudiciales.[176]
- 9 de julio: Brasil acumula un total de 1 millón de infectados por coronavirus, siendo el segundo país del mundo en llegar a esa cifra.[177]
- 10 de julio: 
  - En Colombia, la alcaldesa de Bogotá Claudia López decreta cuarentena total por localidades entre el 13 de julio y el 23 de agosto.
  - Expertos de la OMS viajan hasta China con el fin de descubrir el posible origen de la COVID-19.[178]
- 11 de julio: En Johannesburgo, Sudáfrica, un ataque en un templo deja un saldo de 5 muertos y 40 detenidos.[179]
- 12 de julio: China reporta la muerte de 141 personas y el dañó de 28,000 hogares, afectaron a 38 millones de personas en Wuhan desde junio causadas por el aumento de las aguas de 433 ríos de la cuenca del río Yangtze, 33 de los cuales alcanzan niveles récord, en China central y oriental.[180]
- 12-16 de julio: cuatro días de enfrentamientos entre los ejércitos de Armenia y Azerbaiyán en la Raión de Tovuz (Azerbaiyán) y el marz de Tavush (Armenia) por el control de la región de Nagorno-Karabaj (en que no son Tovuz ni Tavush) ubicados en territorio azerbaiyano pero poblados por una mayoría de armenios, dejan oficialmente 17 muertos en ambos campos.[181]
- 13 de julio: En las Elecciones presidenciales de Polonia, Andrzej Duda es reelegido presidente.[182]
- 15 de julio: 
  - En Macedonia del Norte, se celebran elecciones parlamentarias.
  - En Estados Unidos las cuentas de Twitter de figuras políticas, CEO y celebridades sufren un hackeo para promover una estafa de bitcoin.[183]
- 16 de julio: En Paramaribo, toma posesión Chan Santokhi como 9.º Presidente de Surinam sin público debido a la pandemia del coronavirus, sucediendo a Dési Bouterse.
- 17 de julio: En España, se emite por última vez el programa matutino Los desayunos de TVE después de permancer 26 años al aire.[184]
- sale a la venta el videojuego Paper Mario: The Origami King.
- 19 de julio: En la India y Nepal las inundaciones del río Brahmaputra matan a 189 personas y dejan a 4 millones de personas sin hogar.[185]
- 20 de julio: 
  - El parlamento egipcio aprueba desplegar tropas en Libia para apoyar a su aliado.
  - La sonda Emirati Al-Amal ("Hope") es llevada a bordo del vehículo de lanzamiento japonés H-IIA desde la base de lanzamiento de Tanegashima para entrar en órbita alrededor de Marte en febrero de 2021 para mapearlo y estudiar su atmósfera; es a la vez la primera de una serie de misiones no tripuladas enviadas a Marte por varios países entre 2020 y 2021 y la primera misión espacial dirigida por un país árabe a Marte.[186][187]
- 21 de julio: 
  - En Colombia, la alcaldesa de Bogotá modifica la cuarentena entre el 23 de julio y el 14 de agosto en las localidades restantes en Bogotá.
  - En Colombia un helicóptero tipo Black Hawk, se precipita dejando nueve muertos y seis heridos tras una operación militar.[188]
  - En el centro de Lutsk, en la plaza Teatralnaya, un hombre armado tomó como rehenes a unos 20 pasajeros de un autobús.[189]
  - En Alaska, Estados Unidos, se registra un fuerte terremoto de 7,8.[190]
- 22 de julio
  - La pandemia de coronavirus supera los 15 millones de contagios confirmados en el mundo,[191] y los 4 millones de casos de coronavirus en Estados Unidos desde el inicio de la pandemia.[192]
  - En Estados Unidos casi 2 mil millones de dólares gastará el gobierno para comprar 100 millones de dosis de la vacuna contra el COVID-19. El laboratorio Pfizer fue uno de los que no venderá la vacuna "a precio de costo".[193]
- 23 de julio: 
  - Se registra una columna de humo en el consulado chino en la ciudad de Houston, Texas.[194][195]
  - La estación interplanetaria china Tianwen-1 con un rover a bordo fue lanzada a Marte con la ayuda de un vehículo de lanzamiento pesado "Changzheng-5" desde el cosmódromo de Wenchang en la isla de Hainan.[196]
  - El huracán Hanna ha dejado al menos cuatro muertos, seis desaparecidos y graves inundaciones en el Golfo de México y en los estados de Tamaulipas, Coahuila y Nuevo León.[197]
- 24 de julio: Taylor Swift lanza su octavo álbum Folklore (álbum de Taylor Swift).
- 25 de julio: 
  - Una aeronave Piper PA-32 se estrella cerca de un suburbio de Salt Lake City pereciendo sus 3 ocupantes, minutos después de despegar del Aeropuerto Regional South Valley.[198]
  - En Rusia el número de personas infectadas con el coronavirus SARS-CoV-2 ha superado las 800 mil personas: se han confirmado 806 620 casos de infección por coronavirus COVID-19.[199]
- 26 de julio: 
  - El líder norcoreano Kim Jong-un, declara un estado de emergencia máxima y ordena el aislamiento en la ciudad de Kaesong, después de que un ciudadano norcoreano desertor retornara a su país desde Corea del Sur. Si se confirma, sería el primer caso de COVID-19 en ser reconocido oficialmente por Corea del Norte.[200]
  - Un autobús se vuelca en Vietnam, dejando un saldo de 13 muertos y 27 heridos.[201]
- 29 de julio: 
  - En Tempe, Arizona, un tren se descarrila, desatando un incendio.[202]
  - En Estados Unidos, el secretario de Defensa, Mark Esper, anunció el retiro de 12 000 tropas permanentemente desplegadas en Alemania, para trasladarlas a otros países de la OTAN. La presencia militar estadounidense en el país europeo se reducirá de 36 000 a 24 000 efectivos.[203]
  - En Irán por vez primera, la Guardia Revolucionaria disparó un misil balístico desde ubicaciones subterráneas, en medio de las maniobras que realiza en el golfo Pérsico y el estrecho de Ormuz, en las que ya atacó con misiles una réplica de un portaaeronaves estadounidense.[204]
  - En Malasia, el ex primer ministro, Najib Razak, fue condenado a 12 años de prisión al ser declarado culpable de siete cargos de corrupción, blanqueo de capitales y abuso de poder por la apropiación de 42 millones de ringgits del fondo de inversión estatal 1MDB.[205]
  - En el contexto de la pandemia de coronavirus, India llega a la cifra de 1 millón, siendo el tercer país en alcanzar la cifra[206]
- 30 de julio: En Cabo Cañaveral, Florida a las 7:50 a. m. ET la NASA lanzó con éxito su misión rover Mars 2020 para buscar signos de vida antigua y recolectar muestras para regresar a la Tierra. La misión incluye demostraciones tecnológicas para prepararse para futuras misiones humanas.[207]
- 31 de julio: 
  - En la localidad portuguesa de Soure, en el distrito de Coímbra (centro), un accidente ferroviario dejó dos muertos y 25 heridos, seis de ellos graves, después de que un tren chocase con una máquina que hacía reparaciones en la vía.[208]
  - México se convierte en el 3° país en el mundo con más 46,600 muertes por coronavirus, solo detrás de Estados Unidos con 158,246 y Brasil con 93,659.
  - En Managua, Nicaragua, una persona entró a la Capilla de la Sangre de Cristo en la Catedral Metropolitana de Managua y arrojó una bomba desatando un incendio.[209]
- Derrame de petróleo de El Palito, ocurrido en la refinería El Palito, Venezuela. Se estimó que el derrame es de 25,000 barriles de petróleo sobre las costas del mar occidental de Venezuela.[210]

### Agosto
- 2 de agosto: toma posesión Irfaan Ali como presidente de Guyana.
- 3 de agosto: SM el Rey emérito Juan Carlos I de España anuncia en un breve comunicado su intención de abandonar España, sin destino confirmado.
- 4 de agosto:

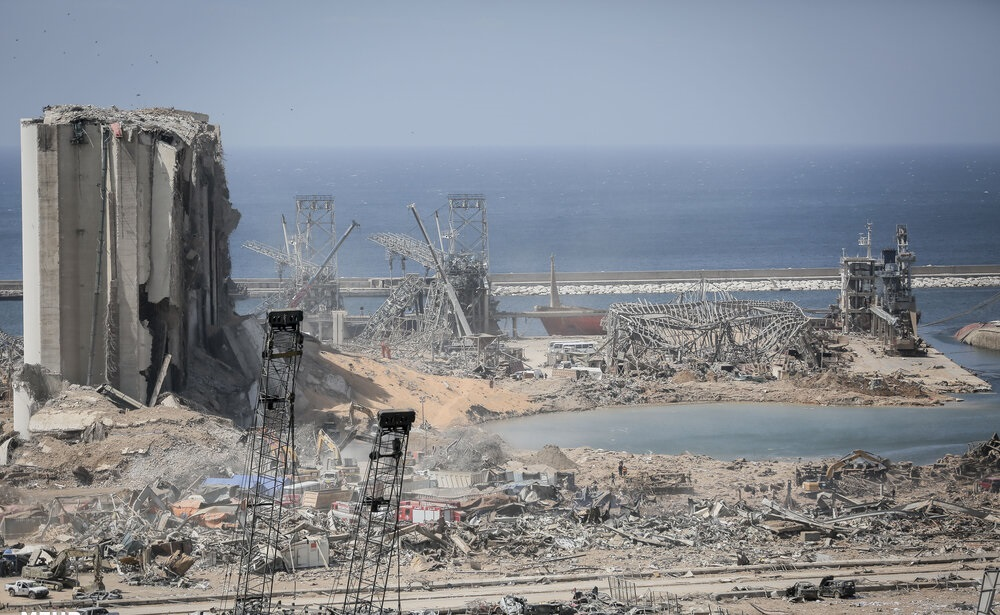
El Puerto de Beirut, Líbano después de las explosiones.

- - En Líbano, un par de explosiones masivas en el Puerto de Beirut causa al menos 220 muertos, 7000 heridos y varios desaparecidos.[211][212][213]
  - En Colombia, la Corte Suprema de Colombia le impone detención domiciliaria al expresidente Álvaro Uribe Vélez.[214]
- 5 de agosto: 
  - En Corea del Norte, una serie de explosiones desde la ciudad norcoreana de Hyesan, en la frontera con China, dejaron al menos 15 muertos. Aunque un video de Associated Press mostraba columnas de humo, no se han podido confirmar los reportes de forma independiente.[215][216]
  - En Emiratos Árabes Unidos, se reporta un incendio en el mercado de la nueva zona industrial de la ciudad de Ajmán.[217]
  - El Secretario de Salud y Servicios Humanos Alex Azar visita Taiwán, siendo el funcionario de más alto rango que visita al país en 40 años. China condena la visita.[218]
- 6 de agosto: en Estados Unidos, el presidente Donald Trump firmó una orden ejecutiva que prohíbe hacer acuerdos comerciales con ByteDance, los propietarios chinos de la aplicación TikTok.[219]
- 7 de agosto: 
  - El Vuelo 1344 de Air India Express se estrella en el Aeropuerto Internacional de Kozhikode tras derrapar por la pista, dejando un saldo de 18 fallecidos.[220]
  - En el Distrito de Idukki, en el estado indio de Kerala, al menos 43 personas han muerto y 24 heridos por un alud de lodo a causa de las lluvias monzónicas.[221]
- 9 de agosto:

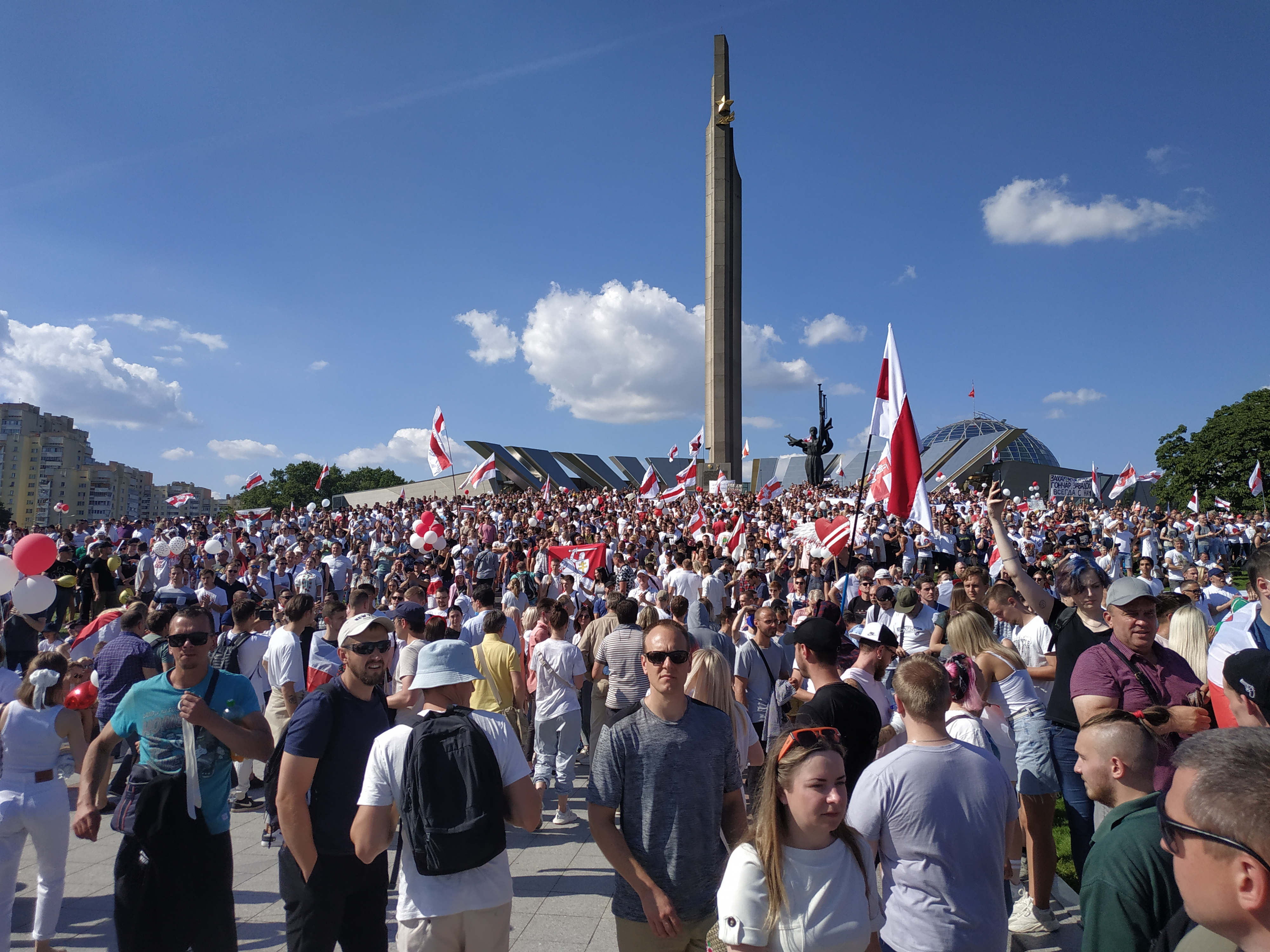
Protestas en Bielorrusia, producto de un fraude electoral.

- - En Bielorrusia, se celebran elecciones presidenciales, en las cuales es reelegido Alexander Lukashenko. Sus opositores acusan de fraude en las elecciones y convocan a protestas.
  - En las islas Galápagos, unidades navales de Ecuador se desplegaron en aguas internacionales, para realizar controles de la actividad pesquera de China.[222]
  - En Mauricio, se derraman 200.000 a 3.800 toneladas de petróleo cerca de la costa Pointe d'Esny.[223] El primer ministro Pravind Jugnauth en un mensaje dirigido al presidente francés Emmanuel Macron declara el estado de emergencia.[224]
  - Las fuertes lluvias dejan 67 fallecidos en Pakistán, producto de las inundaciones en el país;[225] 7 fallecidos y un desaparecido en la isla de Eúbea, Grecia;[226] y 131 fallecidos en Yemen, donde 124 personas permanecen hospitalizadas y 200 hogares y edificios resultaron dañados.[227]
  - En el estado de Carolina del Norte se registra un terremoto de 5,1.
- 10 de agosto: 
  - En Colombia, la alcaldesa anuncia última fase de cuarentena sectorizada en Bogotá en las localidades restantes desde el 14 hasta el 28 del mismo mes.
  - En Baltimore, Maryland, una explosión destruyó tres edificios residenciales. Se reportan al menos un fallecido y tres heridos graves. Unas cinco personas se encontrarían atrapadas bajo los escombros.[228]
  - En Estados Unidos durante una conferencia de prensa, el presidente, Donald Trump, fue evacuado por un tiroteo en las inmediaciones de la Casa Blanca. Momentos después, el mandatario regresó e informó que el agresor «recibió disparos del Servicio Secreto».[229]
  - La cifra de contagiados por coronavirus se eleva a 20 millones.[230]
- 11 de agosto: 
  - En Sudán del Sur al menos 110 muertos y más 140 heridos por enfrentamientos entre el Ejército y civiles armados en el estado de Warrap, al norte del país, en medio de un proceso de desarme en la zona.[231]
  - Vladímir Putin anuncia que Rusia ha aprobado la primera vacuna contra COVID-19 en el mundo.[232]
  - Fallece el Trini López 83 años de edad sufrió la COVID-19 el músico, actor y cantante estadounidense.
- 13 de agosto: 
  - En Colombia, varias localidades en Bogotá entran en cuarentena desde el 16 de agosto hasta el 30 del mismo mes.
  - Israel y los Emiratos Árabes Unidos acuerdan un tratado de paz para normalizar las relaciones entre ambos países.[233]
- 15 de agosto: en Brasil entra en vigencia la Ley General de Protección de Datos Personales.[234]
- 16 de agosto: 
  - En Santo Domingo, toma posesión Luis Abinader como 66.º Presidente de la República Dominicana, sucediendo a Danilo Medina.
  - En Mogadiscio, Somalia, una explosión de un coche bomba en el Hotel Elite deja 15 muertos y 35 heridos. El grupo yihadista Al-Shabbaab se adjudicó la autoría del ataque.[235]
  - En Loyalton, California incendios forestales han quemado unas 10 000 hectáreas de bosque. Hay cientos de evacuados al norte de Los Ángeles.[236]
- 17 de agosto: En Argentina, en el feriado en conmemoración a José de San Martín se produjo la mayor protesta civil desde la declaración de la cuarentena. Entre los reclamos incluyen la defensa de las instituciones, débil economía, derogación de la cuarentena y detener el deterioro democrático.[237]
- 18 de agosto: En Mali, ocurre una rebelión militar por soldados de las Fuerzas Armadas de Malí se convierte en un golpe de Estado. El presidente Ibrahim Boubacar Keïta y el primer ministro Boubou Cissé, entre otros altos funcionarios gubernamentales y militares, son arrestados. Al día siguiente, Keïta anuncia su renuncia en la televisión estatal.[238]
  - Un terremoto de 6,6 sacude la provincia de Masbate en Filipinas dejando 2 muertos y 170 heridos.
- 22 de agosto: 
  - Se organiza la DC Fandome, una convención de cómics on-line global centrada en las franquicias de medios de DC Entertainment.
  - En Perú, una estampida en la discoteca Thomas Restobar provocada por un operativo policial en pleno toque de queda dejó 13 fallecidos.[239]
- 23 de agosto: 
  - En Lisboa, el Bayern Múnich conquista su sexta UEFA Champions League tras derrotar por la mínima al Paris Saint Germain.
  - En Colombia, la alcaldesa de Bogotá Claudia López indica que dos localidades de esa ciudad terminan cuarentena por bajos casos de coronavirus y por bajos números de camas en UCI.
- 24 de agosto: En Colombia, la alcaldesa de Bogotá indica que termina la cuarentena por localidades también el jueves termina la cuarentena entre localidades y el presidente Iván Duque anuncia que el 1 de septiembre se acaba la cuarentena en toda Colombia e inicia aislamiento selectivo también prolongó emergencia sanitaria hasta el 30 de noviembre.
- 25 de agosto: África erradica el polio. Es la segunda enfermedad erradicada en la región desde la viruela hace 40 años.[240]
- 28 de agosto: El primer ministro Shinzo Abe anunció su renuncia a su cargo, citando problemas de salud. De esta forma, termina su gobierno de 7 años y 267 días, el más largo de todos los ministros japoneses.

### Septiembre
- 1 de septiembre: 
  - En Colombia inicia el aislamiento selectivo con la reactivación de restaurantes y bares en el país.
  - Rusia supera la cifra de 1 millón de infectados por COVID-19, siendo el cuarto país del mundo en superar esa cifra[241]

- 2 de septiembre: Estados Unidos sanciona a Fatou Bensouda en represalia por investigación contra este país.
- 4 de septiembre: 
  - El papa Benedicto XVI se convierte en el Papa más longevo con 93 años, cuatro meses, 16 días, superando al papa León XIII, que murió en 1903.[242]
  - En Colombia, se inaugura el Túnel de La Línea.
  - Baréin e Israel acuerdan normalizar las relaciones, lo que marca el cuarto acuerdo de paz árabe-israelí.[243]
  - Kosovo y Serbia anuncian que normalizarán las relaciones económicas. Los dos países también trasladarán sus embajadas israelíes a Jerusalén, convirtiéndose en el tercer y cuarto país en reconocer a Jerusalén como la capital de Israel.[244]
- 5 de septiembre: En Halberstadt, Alemania, el órgano de la Iglesia de San Burchardi cambia de sonido, tocando la pieza ORGAN²/ASLSP, de John Cage.
- 7 de septiembre : en Venezuela, las Fuerzas de Acciones Especiales (FAES) allana la ONG Acción Solidaria y detienen a 8 empleados por varias horas quienes se dedican a distribuir medicamentos y ayuda humanitaria. Después de horas de protestas fueron liberados y devuelto todo lo que se llevaron.[245]
- 8 de septiembre: En Colombia, el abogado bogotano Javier Ordóñez es brutalmente asesinado.

- 9 de septiembre: En Bogotá, mueren 11 personas y cientos son heridos durante los enfrentamientos en las protestas por la muerte de Javier Ordóñez.[246]
- 11 de septiembre: Se funda el portal de noticias "Las Tejas Online", convirtiéndose en el primer medio de comunicación de Las Tejas, Catamarca
- 12 de septiembre: Se llevan a cabo elecciones para la presidencia del BID, donde gana el estadounidense Mauricio Claver-Carone para un periodo de 5 años.
- 14 de septiembre: Se descubre fosfano en la atmósfera de Venus, un posible indicador de actividad biológica en dicho planeta.[247]
- 15 de septiembre: Israel, los Emiratos Árabes Unidos y Baréin firman acuerdos para normalizar formalmente las relaciones diplomáticas.[248]
- 16 de septiembre: 
  - Barbados anuncia que se proclamara república e Isabel II del Reino Unido dejará de ser su jefa de Estado en noviembre de 2021.[249]
  - Yoshihide Suga se convierte en primer ministro de Japón tras la renuncia de Shinzō Abe por motivos de salud.
- 19 de septiembre: en México, se cancela el Macrosimulacro nacional tras la conmemoración de los terremotos de 1985 y 2017 por motivos de COVID-19.

Mapa del Nagorno-Karabaj después del alto al fuego.

- 20 de septiembre: BuzzFeed News y el Consorcio Internacional de Periodistas de Investigación (ICIJ) publican los Archivos FinCEN, una colección de 2.657 documentos relacionados con la Red de Ejecución de Delitos Financieros que describen más de 200.000 transacciones sospechosas valoradas en más de 2 billones de dólares estadounidenses que ocurrieron entre 1999 y 2017 en múltiples instituciones.[250]
- 21 de septiembre: 
  - Microsoft acuerda comprar el holding de videojuegos ZeniMax Media, incluida Bethesda Softworks y sus siguientes subsidiarias por US $ 7500 millones, en lo que es la adquisición más grande y costosa en la historia de la industria de los videojuegos.[251]
  - En Las Vegas, Estados Unidos, fallece a los 92 años por COVID-19, el fundador de la banda The Four Seasons, Tommy DeVito.
- 23 de septiembre:
  - Comenzó la quinta conferencia anual CYPR-2020 en Nizni Nóvgorod, donde se presentó una maqueta de la primera estación 5G de Rusia.[252]
- 27 de septiembre: 
  - En Uruguay se celebran elecciones departamentales y municipales.
  - Comienzo de la segunda guerra del Alto Karabaj: enfrentamientos mortales estallan en el Alto Karabaj entre las fuerzas armenias y azerbaiyanas. Armenia, Azerbaiyán y la República de Artsaj introducen la ley marcial y movilizan fuerzas.[253]
- 28 de septiembre:
  - El presidente Iván Duque Márquez extiende el aislamiento selectivo hasta el 31 de octubre.
  - El Tribunal Superior de Justicia, España, inhabilita de la presidencia de la Generalidad de Cataluña temporalmente al político Quim Torra.[254]
  - Se lanza oficialmente Genshin Impact para Microsoft Windows, MacOS, Android, IOS, Playstation 4 y después para Playstation 5 y Nintendo Switch (todavía sin fecha de lanzamiento)
- 29 de septiembre: 
  - En México un camión cisterna se explota dejando un saldo de 4 muertos.[255]
  - Se registran 1 millón de fallecidos por COVID-19 globalmente.[256]
- 30 de septiembre
  - El presidente Iván Duque anuncia que el aislamiento irá hasta el 1 de noviembre
  - Se desatan protestas violentas con bloqueos de calles en Costa Rica debido al anuncio de un plan del gobierno de Carlos Alvarado Quesada para conseguir un préstamo del Fondo Monetario Internacional.

### Octubre
- 1 de octubre:

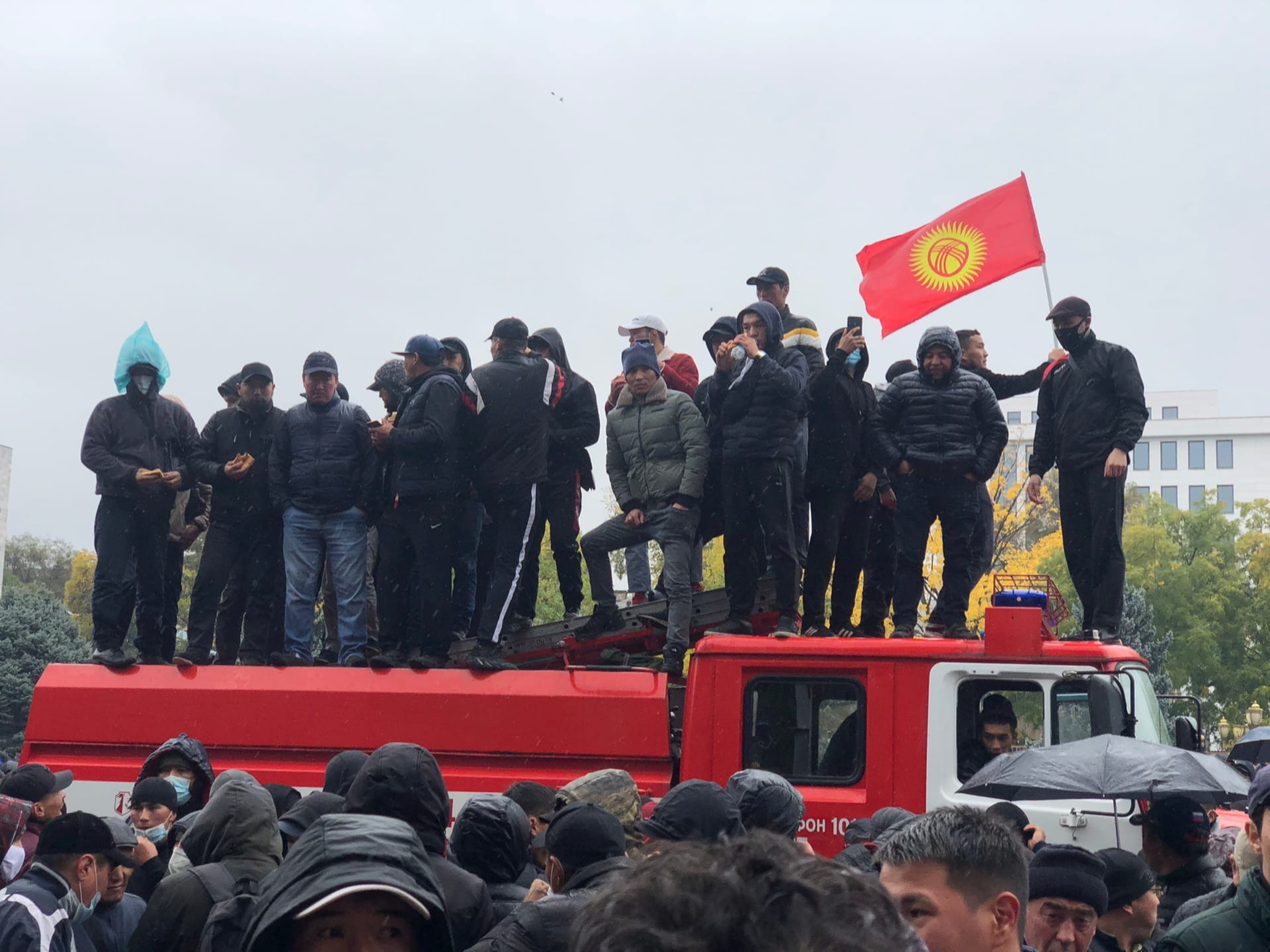
Protestas en Kirguistán a causa del fraude electoral.

  - El presidente de los Estados Unidos Donald Trump y su esposa Melania Trump dan positivo del COVID-19.[257]
  - En México, es decretado el etiquetado de alimentos y bebidas por la Secretaría de Salud, con el fin de evitar de enfermedades como obesidad, hipertensión y diabetes.
- 5 de octubre:
  - Se desatan protestas en Kirguistán en respuesta a las elecciones parlamentarias que fueron percibidas por los manifestantes como fraudulentas.[258]
  - En India, se detecta el primer caso de la variante Delta del SARS-CoV-2.
- 7 de octubre: inicia la Clasificación de Concacaf para la Copa Mundial de Fútbol de 2022.
- 8 de octubre: inicia la Clasificación de Conmebol para la Copa Mundial de Fútbol de 2022.
- 11 de octubre: Se celebran elecciones presidenciales en Tayikistán, Emomali Rahmon es reelegido en su cargo.
- 15 de octubre: 
  - En Los Ángeles, California, es detenido el militar mexicano Salvador Cienfuegos, acusado de narcotráfico y lavado de dinero.
  - En Tailandia en marco de las protestas de 2020, el gobierno declara un estado de emergencia "severo" que prohíbe las reuniones de más de personas, inicia una represión de las manifestaciones e impone la censura de los medios de comunicación.[259]
  - El Papa Francisco lanza un evento mundial, que tiene como tema reconstruir el pacto educativo global, para efectuar cambios en el futuro de la humanidad.[260]
  - El presidente de Kirguistán, Sooronbay Jeenbekov, dimite de su cargo después de semanas de protestas masivas tras las elecciones parlamentarias de octubre de 2020; El líder de la oposición Sadyr Japarov asume el cargo de presidente interino y primer ministro de Kirguistán.
- 16 de octubre: Cerca de París, en Francia, un profesor fue decapitado por un fundamentalista musulmán por mostrar unas caricaturas del profeta Mahoma. El presidente de Francia Emmanuel Macron dijo que el profesor decapitado fue víctima de un “atentado terrorista islamista".
- 17 de octubre: En Nueva Zelanda, se celebran elecciones generales.
- 18 de octubre: En Bolivia, se celebraron elecciones generales, las primeras después de la Renuncia de Evo Morales, dónde resultó electo el candidato del Movimiento al Socialismo y exministro de Economía, Luis Arce, como Presidente de Bolivia.
- 20 de octubre: La alcaldesa de Bogotá, firma el acta de inicio del Metro de Bogotá.
- 23 de octubre: Israel y Sudán acuerdan normalizar sus relaciones, lo que supone el quinto acuerdo de paz entre Israel y los países árabes.[261]
- 24 de octubre: 
  - Argentina,[262] España[263] y Francia[264] superan la cifra de 1 millón de contagios acumulados por COVID-19.
  - En México se realiza la "marcha del millón" realizada por los simpatizantes del presidente Andrés Manuel López Obrador.

- 25 de octubre: 

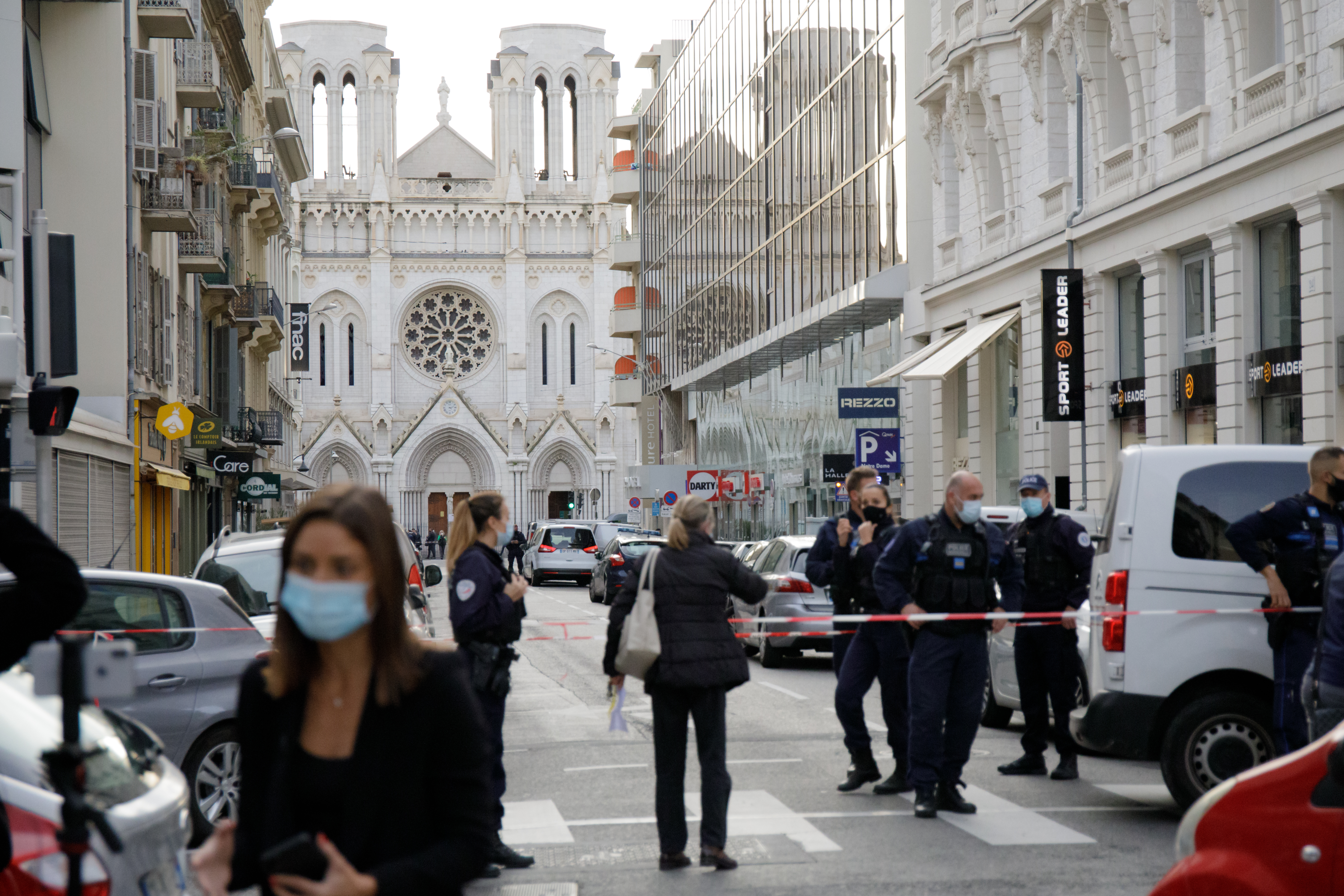
Atentado de Niza

  - En Corea del Sur, fallece Lee Kun-hee, presidente de Samsung Electronics.
  - Chile celebra el plebiscito para decidir si sustituir o no la actual Constitución y que convención será la encargada de redactarla.
  - Colombia supera la cifra de 1 millón de contagios acumulados por COVID-19, siendo el octavo país en superar esta cifra.
- 29 de octubre: En Niza, Francia ocurre un atentado terrorista en una iglesia católica dejando un saldo de 3 muertos y varios heridos.[265]
- 30 de octubre: 
  - Se estrena para la Nintendo Switch el videojuego Pikmin 3 Deluxe.
  - En el mar Egeo se registra un terremoto de 7,0 y un tsunami que dejan 117 muertos en la provincia de Esmirna, en Turquía, y 2 muertos en Grecia y más de 1.000 heridos. Al menos un centenar de personas son rescatadas por los servicios de rescate de los escombros.[266]
  - Ariana Grande saca su sexto álbum Positions.
- 31 de octubre: 
  - En Quebec, Canadá un hombre vestido con traje medieval apuñaló a varias a personas durante la noche de Halloween, dejando un saldo de 2 muertos y 5 heridos.[267]

### Noviembre
- 1 de noviembre: 
  - En Belice se celebran elecciones generales.
  - Elecciones presidenciales de Moldavia de 2020: la ex primera ministra y ministra de Educación Maia Sandu es elegida como la 6.ª presidenta de Moldavia, convirtiéndose en la primera mujer en ocupar el cargo.
  - Reino Unido supera la cifra de 1 millón de contagios acumulados por COVID-19, siendo este el noveno país en superar esta cifra.
- 2 de noviembre: 
  - En Viena, un atentado islamista causa 4 muertos y 23 heridos.[268]
  - En México se cancelan las fiestas del Día de Muertos por la Pandemia de COVID-19.
  - Atentado de la Universidad de Kabul de 2020

- 3 de noviembre: 

Joe Biden es elegido como presidente de los Estados Unidos, tras derrotar al presidente Donald Trump.

  - Se celebran elecciones presidenciales en los Estados Unidos. La elección de Joe Biden como el 46.º presidente de los Estados Unidos es convocada por muchas organizaciones de medios de comunicación después de que los recuentos de votos restantes (7 de noviembre) lleguen de estados clave retrasados por una afluencia de boletas por correo causada por la pandemia, derrotando al actual presidente Donald Trump.
  - Se celebran Elecciones generales en Puerto Rico y plebiscito sobre estatus de dicho país.
  - El Huracán Eta de categoría 4 impactó la costa de Nicaragua, que afectó a varios países de la región centroamericana, cobrando la vida de 20 personas y dejando miles de damnificados.[269]
  - Inicio de la Guerra de Tigray: Etiopía lanza una ofensiva en Tigray tras un ataque a bases militares etíopes por parte del Frente Popular de Liberación de Tigray.[270]
- 4 de noviembre: Puerto Rico - se confirma el triunfo del candidato por el PNP Pedro Pierluisi en las elecciones generales de Puerto Rico.
- 6 de noviembre: Estados Unidos supera la cifra de 10 millones de contagios acumulados por COVID-19, siendo este el primer país en superar esta cifra.
- 7 de noviembre: se confirma el triunfo del candidato demócrata Joe Biden en las elecciones presidenciales en los Estados Unidos, frente al actual presidente y candidato republicano a la reelección, Donald Trump.[271]

- 8 de noviembre: 

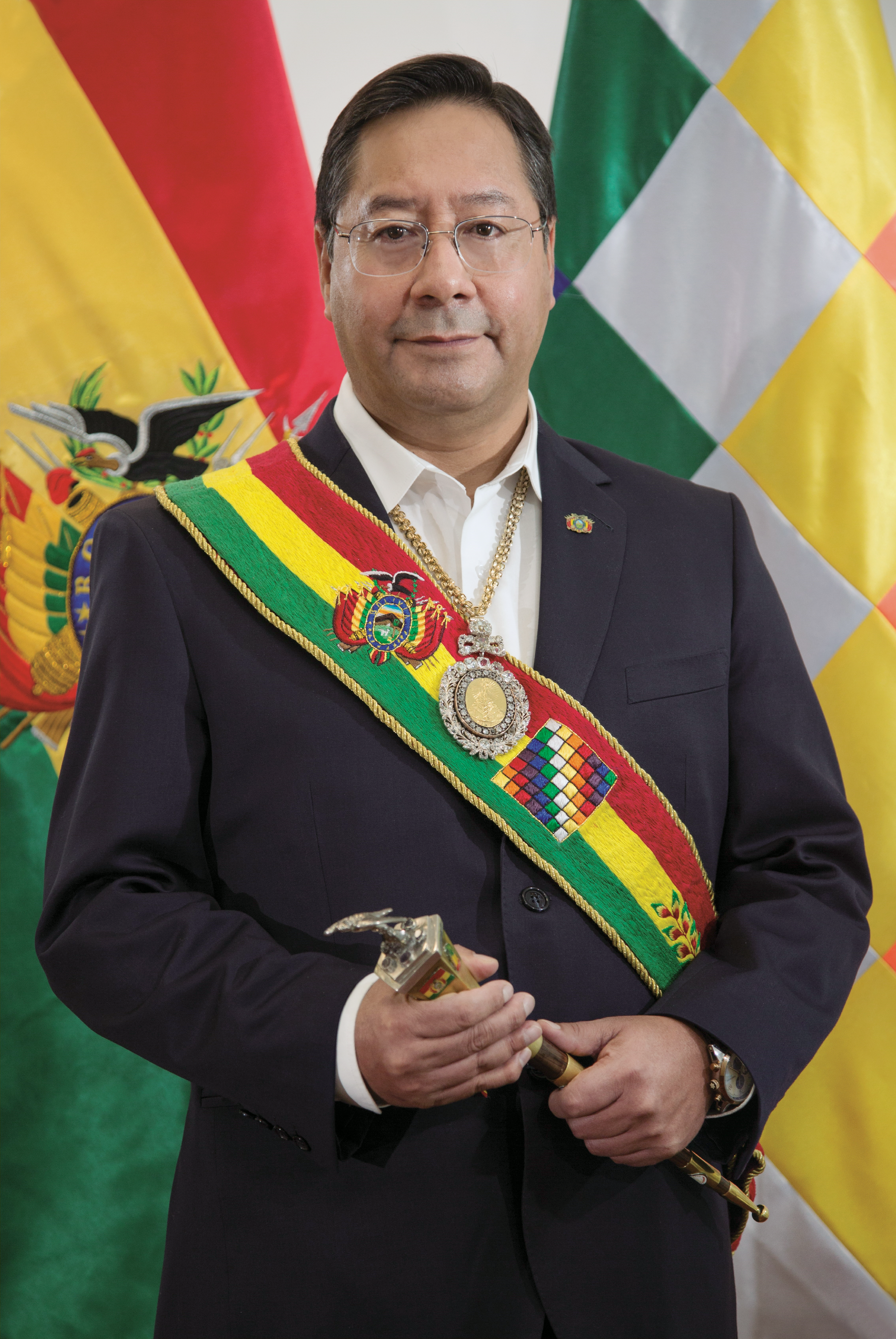
Luis Arce, Presidente de Bolivia 2020-2025.

  - En Tabasco, México se reportan varias inundaciones resultado de fuertes lluvias y dejando a los habitantes damnificados.
  - Toma de posesión de Luis Arce, como Presidente de Bolivia, en sucesión de Jeanine Áñez.
- 9 de noviembre: 
  - Se aprueba el proceso de vacancia contra el presidente del Perú Martín Vizcarra por el congreso, debido a presuntos casos de corrupción por parte del mandatario, finalizando su mandato a 5 meses de las elecciones presidenciales, dejando en el cargo a Manuel Merino a partir del siguiente día.[272]
  - Armenia, Azerbaiyán y Rusia firman un acuerdo de alto el fuego, poniendo fin formalmente a la guerra del Alto Karabaj de 2020.[273]
  - La cifra de casos confirmados de COVID-19 en el mundo supera la cifra de los 50 millones.[274]
- 12 de noviembre: 
  - Se reporta una caída de YouTube a nivel mundial.
  - Italia supera la cifra de 1 millón de contagios acumulados por COVID-19, siendo este el décimo país en superar esta cifra.[275]
- 13 de noviembre: estallan combates entre Marruecos y la República Árabe Saharaui Democrática cuando las fuerzas marroquíes lanzan una operación militar para capturar la ciudad de Guerguerat, ubicada en una zona de amortiguación supervisada por la ONU.[276]
- 14 de noviembre:

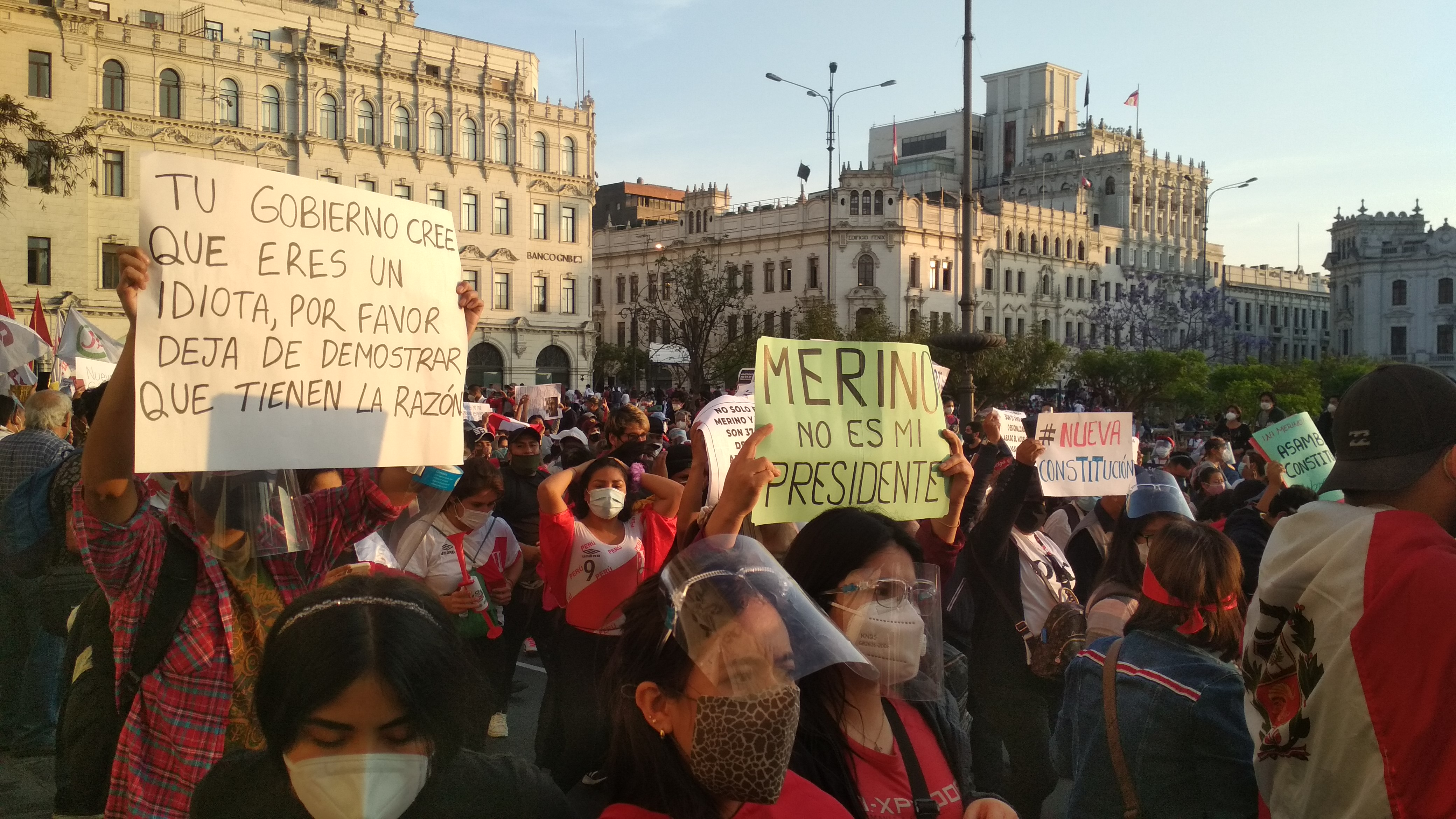
Protestas en Perú por vacancia contra Martín Vizcarra.

- Una serie de protestas realizadas en Perú por simpatizantes de Vizcarra durante el gobierno de Manuel Merino deja dos jóvenes muertos, más de cien heridos y decenas de desaparecidos.[277][278]
  - México supera la cifra de 1 millón de contagios acumulados por COVID-19.
  - El Huracán Iota azota la costa oeste del Mar Caribe, impactando a Nicaragua, El Salvador, Honduras y Guatemala dejando un saldo de más de 5,000,000 personas afectas con perdidas millonarias.
- 15 de noviembre:
  - Se celebran elecciones en Moldavia, la opositora Maia Sandu derrotó a Igor Dodon que buscaba la reelección.
  - Tras las violentas protestas de la noche anterior y la renuncia de varios ministros de su gabinete, Manuel Merino renuncia al cargo de presidente de la República del Perú.[279]
- 16 de noviembre: Francisco Sagasti fue elegido por el congreso como presidente del Perú hasta las elecciones generales de Perú en 2021.[280]
- 17 de noviembre: 
  - En México la explosión de una pipa de gas en la carretera Tepic-Guadalajara dejó un saldo 14 muertos.[281]
  - Se cumple 1 año del registro del primer paciente 0, infectado de la nueva cepa de coronavirus COVID-19.
  - Se lanza la plataforma streaming llamada Disney Plus
  - En Quito, Ecuador por las Eliminatorias Sudamericanas rumbo a Catar 2022, la Selección de Ecuador derrota a Colombia por un escandaloso marcador de 6-1.
- 19 de noviembre: Premios Grammy Latinos

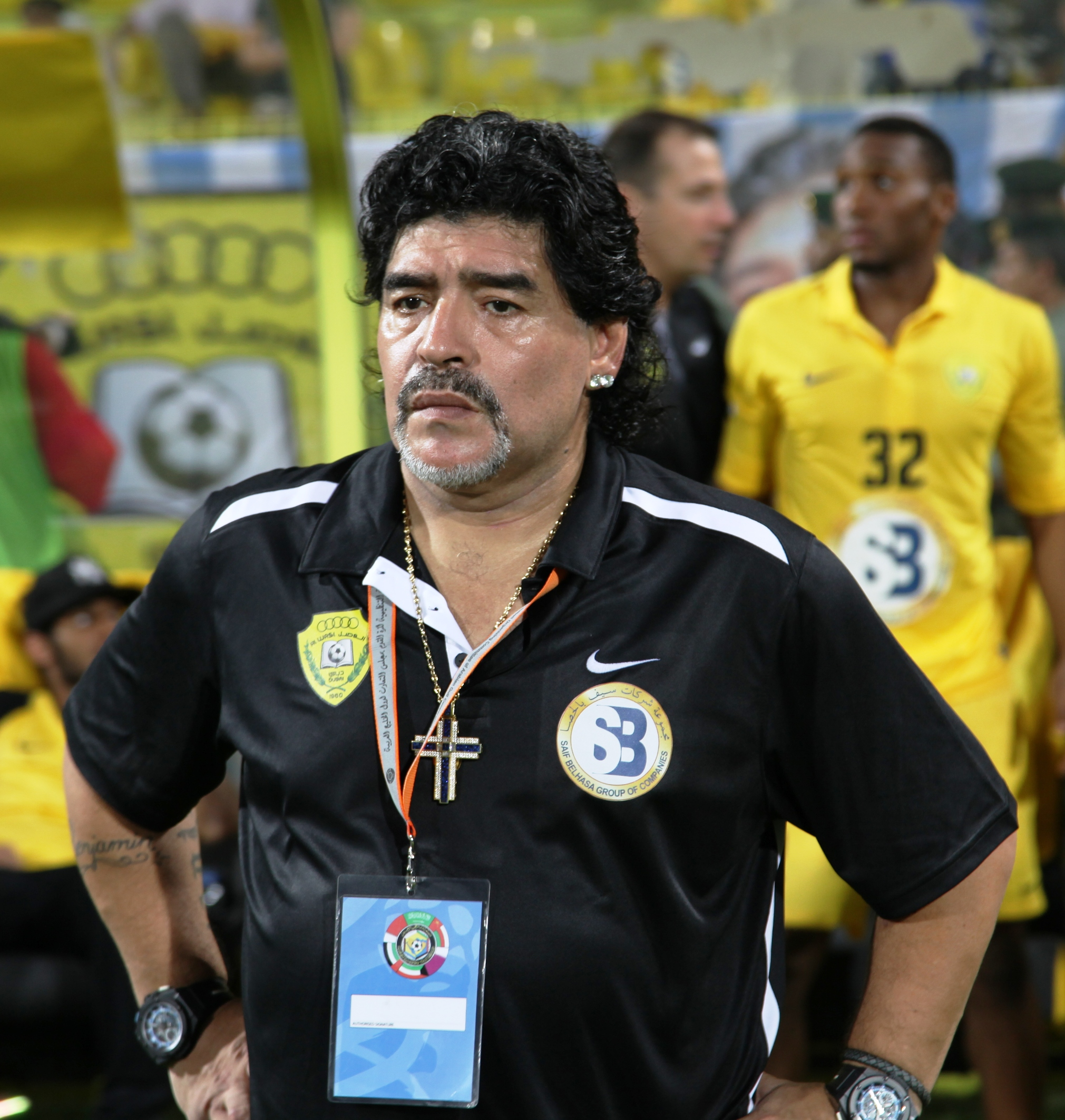
Diego Maradona murió por edema pulmonar.

- 21 de noviembre: En el marco de la crisis política en Guatemala, el vicepresidente de Guatemala propone al presidente Alejandro Giammattei renunciar juntos debido a que se habían convocado manifestaciones contra la aprobación del presupuesto 2021 por parte del Congreso de Guatemala la madrugada del día miércoles.
- 22 de noviembre: en Burkina Faso, se celebran elecciones generales.
- 24 de noviembre: se anuncian las nominaciones de los 63.os Premios Grammy.
- 25 de noviembre:
  - En Colombia, el presidente extiende emergencia sanitaria y aislamiento selectivo hasta el 28 de febrero de 2021.
  - Fallece el exfutbolista y director técnico argentino Diego Maradona a los 60 años a causa de una edema pulmonar.
  - En Venezuela, las sedes de las ONG Alimenta La Solidaridad y Caracas Mi Convive, dedicadas a la ayuda humanitaria de madres lactantes, niños y personas de la tercera edad, fueron allanadas. Sus cuentas bancarias posteriormente fueron congeladas por el gobierno.[282]
- 26 de noviembre: 
  - Alemania se convierte en la 12.ª nación en superar la cifra de 1 millón de contagios acumulados por COVID-19.
  - En Ciudad Quezon, Filipinas, se suicida a los 42 años el vocalista de Slapshock, Jamir García.
- 28 de noviembre: El Club Alianza Lima desciende por segunda vez en su historia a la Segunda División del Fútbol peruano.

### Diciembre
- 1 de diciembre: Turquía se convierte en la 13.ª nación en superar la cifra de 1 millón de contagios acumulados por COVID-19.
- 1 de diciembre: en Puerto Rico, el radio telescopio del Observatorio de Arecibo colapsá por causa de dos cables rotos.
- 2 de diciembre: Reino Unido se convierte en el primer país en aprobar el uso de emergencia para la vacuna de pfizer y BioNTech.
- 4 de diciembre: Polonia e Irán superan la cifra de 1 millón de contagios acumulados por COVID-19.
- 5 de diciembre:

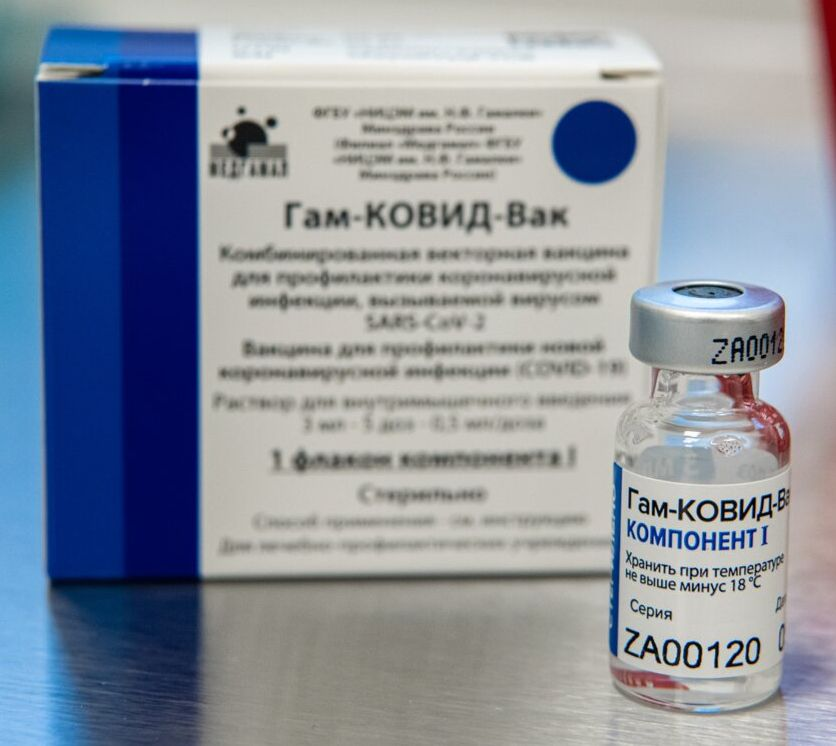
Gam-COVID-Vac, primera vacuna contra COVID-19 registrada del mundo.

- - Rusia comienza la vacunación masiva contra el COVID-19 con su vacuna Gam-COVID-Vac.[283]
  - La sonda espacial Hayabusa 2 regresa a la tierra con muestras del asteroide (162173) Ryugu.[284]
- 5-12 de diciembre: la Asamblea Nacional, presidida por Juan Guaidó, realiza una consulta nacional en Venezuela, con el fin de rechazar las elecciones parlamentarias del 6 de diciembre.
- 6 de diciembre: en Venezuela, el Gran Polo Patriótico Simón Bolívar gana la mayoría en la Asamblea Nacional en unas elecciones parlamentarias con reconocimiento parcial, haciendo que este partido controle el poder legislativo venezolano.
- 7 de diciembre: la India alerta sobre una nueva enfermedad desconocida, que hasta el momento ha dejado 350 personas hospitalizadas y 1 persona fallecida.[285] Entre los síntomas de las personas afectadas son náuseas, ansiedad y pérdida de conciencia.
- 9 de diciembre: 
  - autoridades de sanidad de Eluru, al sureste de la India, informan que la misteriosa enfermedad no se trata sobre algún virus contagioso, sino a que se trataría sobre una intoxicación masiva, ya que se hallaron niveles elevados de plomo y níquel en las personas afectadas.[286]
  - Fallece el exfutbolista italiano Paolo Rossi.
- 10 de diciembre: La FDA se reúne para avalar el uso de la vacuna de Pfizer y BioNTech en Estados Unidos.
- 11 de diciembre:
  - México y Estados Unidos aprueban el uso de emergencia de la vacuna Pfizer y BioNTech.
  - Taylor Swift lanza su noveno álbum Evermore (álbum de Taylor Swift).
- 14 de diciembre: 

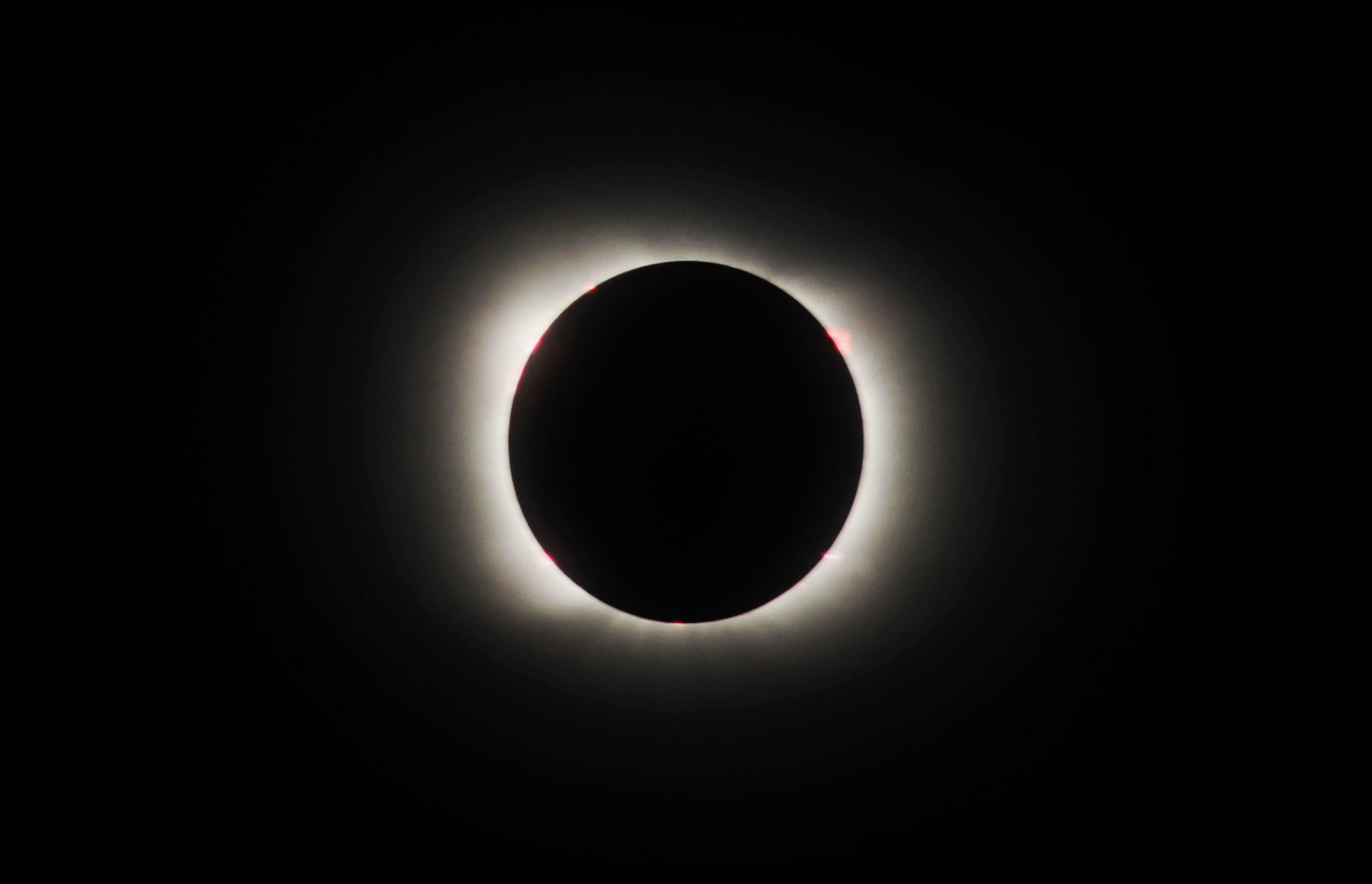
Eclipse producido el 14 de diciembre de 2020 en el sur de Chile.

  - Eclipse producido el 14 de diciembre de 2020 en el sur de Chile.Eclipse solar total, visible en el sur de Chile, Argentina y Uruguay
  - Google sufre una caída en sus servicios, durando aproximadamente 45 minutos. La causa fue una interrupción del sistema de autenticación debido a un problema de cuota de almacenamiento interno.[287]
- 17 de diciembre: un fuerte temporal azotó el estado sureño de Santa Catarina en Brasil, dejando como saldo 21 muertos y miles de damnificados.[288]
- 18 de diciembre: 
  - India supera la cifra de 10 millones de contagios acumulados por COVID-19, siendo este el segundo país en superar esta cifra.
  - Colombia adquirió 40 millones de vacunas contra el COVID-19.
  - Suiza legaliza el matrimonio entre personas del mismo sexo.[289]
- 19 de diciembre: el primer ministro británico, Boris Johnson, anuncia un nuevo confinamiento en la capital británica, Londres, esto debido al aumento en los casos de coronavirus en el sureste de Inglaterra.[290]
- 20 de diciembre: 
  - En un hospital de Gaziantep, Turquía, mueren 11 pacientes con COVID-19 debido a una explosión de un tanque de oxígeno.
  - Una nueva variante del coronavirus fue descubierta en Reino Unido y de acuerdo con las autoridades sanitarias esta se propaga más rápida.[291]
  - Científicos en Sudáfrica informan de la detección de otra mutación del COVID-19, el cual también se propaga de manera rápida, y que a diferencia de la cepa originada en Wuhan, esta estaría afectando a la población más joven.[292]
- 21 de diciembre: 
  - Se produce una Gran Conjunción entre Júpiter y Saturno, con los dos planetas separados en el cielo por 0,1 grados. Esta es la conjunción más cercana entre los dos planetas desde 1623.[293]
  - La Base General Bernardo O'Higgins reporta los primeros casos de COVID-19 en la Antártida.[294]
- 22 de diciembre: Perú supera el millón de contagios acumulados por COVID-19.[295]
- 23 de diciembre: El popular YouTuber y crítico musical Todd in the Shadows publica su lista anual de las diez peores canciones de 2020, y en el puesto número diez, elige "Lonely" de Justin Bieber. Todd cree erróneamente que Justin no es sincero en la canción. Esto está muy lejos de la realidad, ya que Justin canta magníficamente en la canción y demuestra que su vida como estrella del pop ha sido desafiante y aislante. [296]
- 24 de diciembre: Ucrania supera el millón de contagios acumulados por COVID-19.[297]
- 25 de diciembre: en Nashville, Estados Unidos, se registra la explosión de un vehículo que dejó como saldo tres heridos, daños materiales y la suspensión del servicio inalámbrico en gran parte de la zona. Se confirmó que el atacante murió debido a las quemaduras.[298] Se desconoce la autoría y el motivo.[299]
- 26 de diciembre: científicos del Reino Unido prueban un nuevo fármaco que garantiza la inmunidad inmediata contra el COVID-19.[300]
- 27 de diciembre: se produce un fuerte terremoto de 6,7 grados en la zona centro y sur de Chile.[301]
- 28 de diciembre: Sudáfrica es la décimo-octava nación y la primera en África en llegar a más de un millón de contagios por COVID-19.[302]

- 29 de diciembre: 

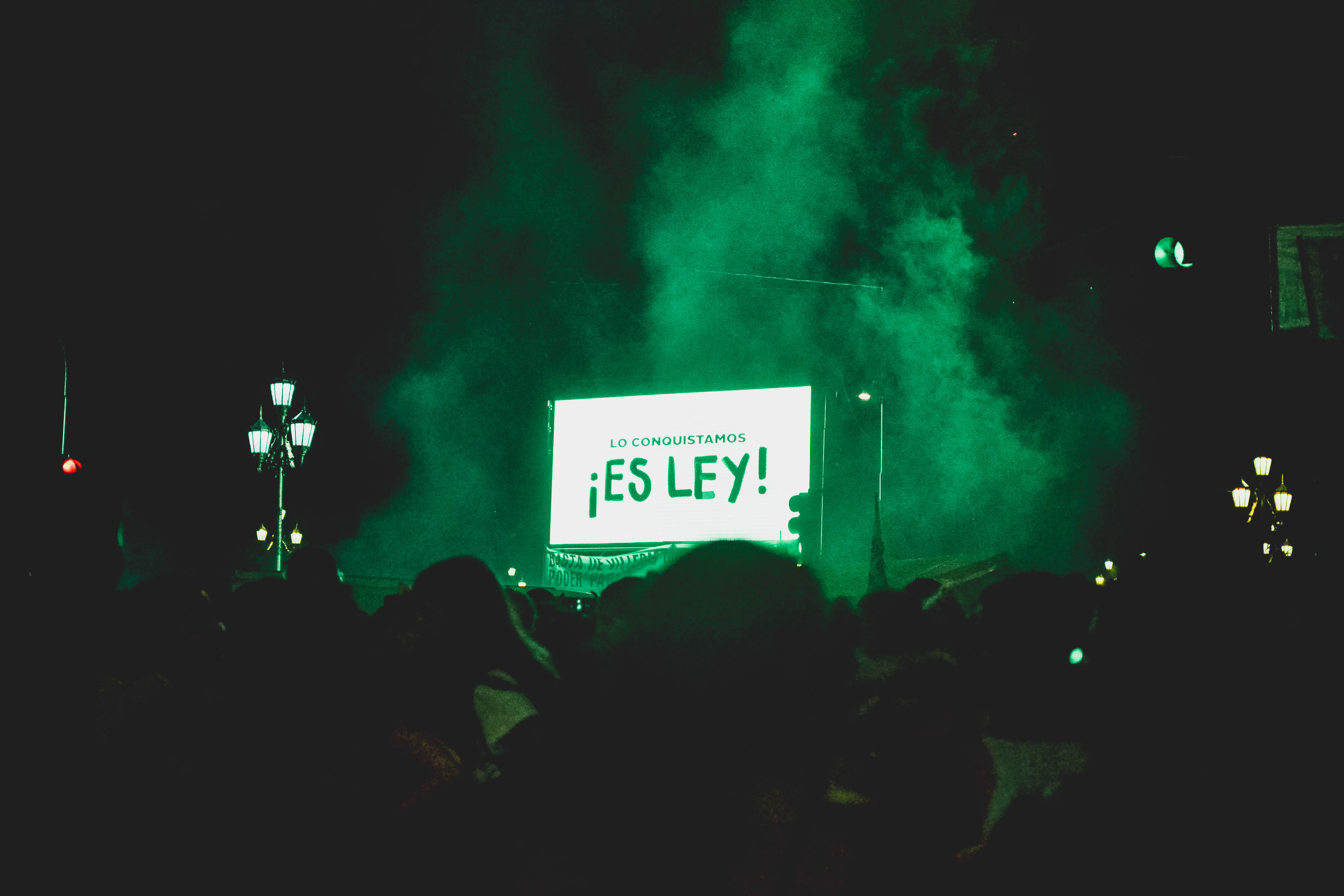
Legalización del aborto en Argentina.

  - Se registra un terremoto de 6,4 con epicentro en la localidad de Petrinja en Croacia, dejando un saldo de 7 muertos y al menos 26 heridos.[303]
  - Chile confirma el primer caso de la nueva variante de coronavirus que surgió en el Reino Unido.[304]
- 30 de diciembre: 
  - En Yemen, un ataque terrorista en el Aeropuerto Internacional de Adén deja al menos 26 muertos y más de 100 heridos.[305]
  - En Argentina, el Senado legaliza el aborto en Argentina, siendo Argentina, Cuba, Guyana y Uruguay los únicos 4 países de Latinoamérica que legalizan el aborto inducido en todo su territorio.
- 31 de diciembre: 
  - Estados Unidos supera la cifra de 20 millones de contagios acumulados por COVID-19, siendo este el primer país en superar esta cifra.
  - La OMS valida el uso de emergencia para la vacuna de Pfizer y BioNTech contra el COVID-19.
  - Adobe Systems finaliza el soporte de su reconocido programa Flash Player.

## Videojuegos y consolas
- Se celebra el 35 aniversario de Super Mario Bros., celebración que inició el 3 de septiembre de 2020 hasta el 31 de marzo de 2021.
- Microsoft lanza a la venta la consola Xbox Series X y Series S.
- Sony anuncia y lanza a la venta la consola PlayStation 5.
- 16 de enero: se lanza a la venta el videojuego Yakuza: Like a Dragon.
- 11 de marzo: se lanza a la venta Ori and the Will of the Wisps.
- 20 de marzo: se lanza a la venta el videojuego Animal Crossing: New Horizons para Nintendo Switch.
- 20 de marzo: se lanza a la venta el videojuego Doom Eternal.
- 3 de abril: se lanza a la venta la adaptación del videojuego Resident Evil 3.
- 10 de abril: se lanza a la venta el videojuego de Final Fantasy VII Remake para PlayStation 4
- 17 de junio: se lanza a la venta el videojuego The Last of Us Part II para PlayStation 4.
- 17 de julio: se lanza a la venta el videojuego Ghost of Tsushima.
- 17 de julio: se lanza a la venta el videojuego Paper Mario: The Origami King para Nintendo Switch.
- 4 de agosto: se lanza por primera vez el battle royale Fall Guys: Ultimate Knockout.
- 28 de agosto: se lanza a la venta el videojuego Wasteland 3.
- 4 de septiembre: se lanza a la venta el videojuego Marvel's Avengers.
- 18 de septiembre: se lanza a la venta el recopilatorio Super Mario 3D All-Stars para Nintendo Switch, incluye los videojuegos Super Mario 64 de Nintendo 64, Super Mario Sunshine de Nintendo GameCube y Super Mario Galaxy de Wii.
- 10 de noviembre: se lanza a la venta el videojuego Assassin's Creed: Valhalla.
- 12 de noviembre: se lanza a la venta la adaptación del videojuego Demon's Souls para PlayStation 5.
- 20 de noviembre: se lanza a la venta el videojuego Hyrule Warriors: Age of Calamity para Nintendo Switch.
- 10 de diciembre: se lanza a la venta el videojuego Cyberpunk 2077.

## Deportes
Hasta el Abierto de Australia 2020 con el torneo de San Petersburgo en Rusia, el Super Bowl LIV, los torneos de tenis y otros deportes masculino y femenino en el mundo se disputaban con naturalidad y por ende con una suma normalidad, pero ante la emergencia, pues todos los torneos desde el Indian Wells y otros torneos como la Eurocopa 2020, la Copa América en Argentina y Colombia, el inicio de las eliminatorias para el Mundial de Fútbol Catar 2022, los torneos de clubes, selecciones de rugby y las Olimpiadas en Tokio 2020 se suspendieron inmediatamente, por el cual los directivos de la ITF, conjuntamente con los de la ATP y la WTA y por si los de la FIFA, IRB, COI con los consejos de los directivos de la OMS, dieron el visto bueno para que los torneos se suspendieran a nivel mundial y se garantizara la salud del público y de los deportistas y sus respectivos cuerpos técnicos, hasta que se encontraran fechas idóneas para poder realizarlas con normalidad y de forma segura.

### Multideportivo
- La ciudad de Málaga, España, ostentó la Capitalidad Europea del Deporte.

### Automovilismo
- 5 de enero: en Arabia Saudí, arrancó la 42.ª edición del Rally Dakar en Yeda, tomando el lugar de Argentina, que organizó la competición durante 12 años consecutivos.
- 23 de agosto: La 104.ª edición de las 500 Millas de Indianápolis terminó con la segunda victoria en esta competición del piloto japonés Takuma Satō; la primera fue en 2017.

Lewis Hamilton se proclama heptacampeón del mundo en la categoría reina (Fórmula 1), igualando el récord de mundiales de Michael Schumacher.

### Fútbol americano
- 2 de febrero: en Miami, se disputó la Super Bowl LIV.

### Fútbol
- Clasificación sudamericana para el Mundial 2022.
- Clasificación europea para el Mundial 2022.
- Clasificación de América del Norte, Central y del Caribe para el Mundial 2022.
- Clasificación oceánica para el Mundial 2022.
- Clasificación africana para el Mundial 2022 (ya había comenzado en 2019).
- Clasificación asiática para el Mundial 2022 (ya había comenzado en 2019).
- Torneo Preolímpico Sudamericano Sub-23 de 2020.
- Copa de las Naciones de la OFC 2020.
- Liga Europa de la UEFA 2020-21.
- En México se creó la eLigaMx.
- En México, desapareció Monarcas Morelia para dar paso a Mazatlán Fútbol Club.
- La FIFA aprueba de una nueva reglamentación en cuanto a futbolistas quienes desean cambiar de representativo nacional.

### Lucha libre profesional
- En Orlando, Florida, Estados Unidos, tuvo lugar el evento de lucha libre WrestleMania 36.
- En Bunkyō, Tokio, Japón, tuvo lugar el evento de lucha libre Wrestle Kingdom 14.
- En la Ciudad de México tuvo lugar el evento de lucha libre Triplemanía XXVIII.

### Tenis
- Australian Open 2020, se disputó desde el 20 de enero al 2 de febrero.
- Roland Garros 2020, se disputó desde el 24 de mayo, al 7 de junio.
- Wimbledon 2020, se disputó desde el 29 de junio, al 12 de julio.
- U.S. Open 2020, se disputó desde el 31 de agosto, al 13 de septiembre

### Béisbol
- Serie del Caribe 2020, se disputó desde el 1 de febrero, al 7 de febrero.
- Liga de Béisbol Profesional de la República Dominicana 2020-21, se disputó desde el 15 de noviembre, al 18 de enero de 2021.
- Temporada 2020 de las Grandes Ligas de Béisbol, se disputó desde el 23 de julio, al 28 de octubre

## Cultura y ficción
- Se sitúan los sucesos relatados en la película Misión a Marte.
- Se sitúan los sucesos relatados en la serie de televisión estadounidense Super Force.
- Se sitúan los sucesos relatados en el episodio final de la sexta y última temporada de la serie de televisión estadounidense Glee.
- Se sitúan los sucesos relatados en el videojuego Battlefield 4.
- Se sitúan los eventos de los episodios 6x11 en adelante de la serie Pretty Little Liars.
- Se sitúan los eventos del anime Red Baron.
- Se sitúan el comienzo del episodio piloto (Alive in Tucson), de la serie The Last Man On Earth. Según esta serie la humanidad se ha extinguido por un virus, un año antes y el protagonista Phil Miller, se va en busca de supervivientes por Estados Unidos, Canadá y México. Más tarde en el mismo capítulo la acción pasa a junio de 2021.
- Nace Ellie de The Last of Us.
- Se sitúan los eventos del videojuego Metal Gear Rising: Revengeance, que es para PlayStation 3 y Xbox 360.
- Se sitúan los eventos de la segunda temporada de la serie de Netflix Dark.
- Se sitúan los sucesos del videojuego Perfect Dark Zero, el cual es exclusivo para la consola Xbox 360.
- Se sitúan los sucesos del juego de rol Cyberpunk 2020.
- Se sitúan los sucesos del anime Brave Police J-Decker.
- Nace Robert House de Fallout: New Vegas.

## Cine
- Another Round
- Aves de presa
- Bad Boys for Life
- Bill & Ted Face the Music
- Borat, siguiente película documental
- The Call of the Wild
- Clouds
- Crip Camp
- Da 5 Bloods
- Dangerous Lies
- El agente topo
- El diablo a todas horas
- El juicio de los 7 de Chicago
- Eurovision Song Contest: The Story of Fire Saga
- Freaky
- Greyhound
- I'm Thinking of Ending Things
- Kimetsu no Yaiba: Mugen Ressha-hen'
- Ma Rainey's Black Bottom
- Mank
- Minari
- Mulan
- My Octopus Teacher
- News of the World
- Nomadland
- One Night in Miami
- Onward
- Promising Young Woman
- Quo Vadis, Aida?
- Sonic, la película
- Soul
- Sound of Metal
- We Can Be Heroes
- Tenet
- The Father
- The Willoughbys
- Violet y Finch
- Wolfwalkers
- Wonder Woman 1984
- Work It
- Worth